# Olimpikonok Oroszországból a 2018. évi téli olimpiai játékokon
Az Olimpikonok Oroszországból (angolul: Olympic Athletes from Russia) a dél-koreai Phjongcshangban megrendezett 2018. évi téli olimpiai játékok azon oroszországi versenyzőit jelentik, akik indulását a Nemzetközi Olimpiai Bizottság engedélyezte. Az olimpián 15 sportágban 168 sportoló vett részt, akik összesen 17 érmet szereztek.

## Érmesek
| Érem  | Versenyző | Sportág                    | Versenyszám           |
| ----- | --- | -------------------------- | --------------------- |
| Arany | Nemzeti válogatott Szergej Andronov Alekszandr Barabanov Pavel Dacjuk Vlagyiszlav Gavrikov Mihail Grigorenko Nyikita Guszev Jegor Jakovlev Ilja Kablukov Szergej Kalinyin Kirill Kaprizov Bogdan Kiszelevics Vaszilij Kosecskin Ilja Kovalcsuk Alekszej Marcsenko Szergej Mozjakin Nyikita Nyesztyerov Nyikolaj Prohorkin Igor Sesztyorkin Szergej Sirokov Vagyim Sipacsov Ilja Szorokin Ivan Tyelegin Vjacseszlav Vojnov Artyom Zub Andrej Zubarev | Jégkorong                  | Férfi                 |
| Arany | Alina Zagitova | Műkorcsolya                | Női egyéni            |
| Ezüst | Jevgenyija Medvegyeva | Műkorcsolya                | Női egyéni            |
| Ezüst | Mihail Koljada Jevgenyija Medvegyeva Alina Zagitova Jevgenyija Taraszova Vlagyimir Morozov Natalja Zabijako Alekszandr Enbert Jekatyerina Bobrova Dmitrij Szolovjov | Műkorcsolya                | Csapatverseny         |
| Ezüst | Alekszandr Bolsunov Alekszej Cservotkin Andrej Larkov Gyenyisz Szpicov | Sífutás                    | Férfi 4 × 10 km váltó |
| Ezüst | Alekszandr Bolsunov | Sífutás                    | Férfi 50 km           |
| Ezüst | Alekszandr Bolsunov Gyenyisz Szpicov | Sífutás                    | Férfi csapatsprint    |
| Ezüst | Nyikita Tregubov | Szkeleton                  | Férfi                 |
| Bronz | Natalja Voronyina | Gyorskorcsolya             | Női 5000 m            |
| Bronz | Szemjon Jelisztratov | Rövidpályás gyorskorcsolya | Férfi 1500 m          |
| Bronz | Ilja Burov | Síakrobatika               | Férfi ugrás           |
| Bronz | Szergej Ridzik | Síakrobatika               | Férfi síkrossz        |
| Bronz | Gyenyisz Szpicov | Sífutás                    | Férfi 15 km           |
| Bronz | Andrej Larkov | Sífutás                    | Férfi 50 km           |
| Bronz | Alekszandr Bolsunov | Sífutás                    | Férfi egyéni sprint   |
| Bronz | Julija Belorukova Anna Necsajevszkaja Natalja Nyeprjajeva Anasztaszija Szedova | Sífutás                    | Női 4 × 5 km váltó    |
| Bronz | Julija Belorukova | Sífutás                    | Női egyéni sprint     |

## Alpesisí
Férfi
| Versenyző            | Versenyszám      | 1. futam      | 1. futam      | 2. futam | 2. futam | Összesítés | Összesítés |
| Versenyző            | Versenyszám      | Idő           | Hely.         | Idő      | Hely.    | Idő        | Helyezés   |
| -------------------- | ---------------- | ------------- | ------------- | -------- | -------- | ---------- | ---------- |
| Alekszandr Horosilov | Műlesiklás       | 49,72         | 21.           | 51,01    | 5.       | 1:40,73    | 17.        |
| Ivan Kuznyecov       | Műlesiklás       | nem ért célba | nem ért célba | kiesett  | kiesett  | kiesett    | kiesett    |
| Ivan Kuznyecov       | Óriás-műlesiklás | nem ért célba | nem ért célba | kiesett  | kiesett  | kiesett    | kiesett    |

| Versenyző       | Versenyszám | Lesiklás      | Lesiklás      | Műlesiklás | Műlesiklás | Összesítés | Összesítés |
| Versenyző       | Versenyszám | Idő           | Hely.         | Idő        | Hely.      | Idő        | Helyezés   |
| --------------- | ----------- | ------------- | ------------- | ---------- | ---------- | ---------- | ---------- |
| Pavel Trihicsev | Összetett   | nem ért célba | nem ért célba | kiesett    | kiesett    | kiesett    | kiesett    |

Női
| Versenyző                 | Versenyszám      | 1. futam | 1. futam | 2. futam | 2. futam | Összesítés | Összesítés |
| Versenyző                 | Versenyszám      | Idő      | Hely.    | Idő      | Hely.    | Idő        | Helyezés   |
| ------------------------- | ---------------- | -------- | -------- | -------- | -------- | ---------- | ---------- |
| Anasztaszija Szilantyjeva | Óriás-műlesiklás | 1:15,67  | 32.      | 1:12,28  | 29.      | 2:27,95    | 30.        |
| Jekatyerina Tkacsenko     | Műlesiklás       | 53,22    | 34.      | 53,33    | 33.      | 1:46,55    | 32.        |

Vegyes
| Versenyző                                                                           | Versenyszám | Nyolcaddöntő           | Negyeddöntő       | Elődöntő          | Döntő             | Helyezés |
| Versenyző                                                                           | Versenyszám | Ellenfél Eredmény      | Ellenfél Eredmény | Ellenfél Eredmény | Ellenfél Eredmény | Helyezés |
| ----------------------------------------------------------------------------------- | ----------- | ---------------------- | ----------------- | ----------------- | ----------------- | -------- |
| Alekszandr Horosilov Ivan Kuznyecov Anasztaszija Szilantyjeva Jekatyerina Tkacsenko | Vegyes      | Norvégia (NOR) · V 0–4 | kiesett           | kiesett           | kiesett           | 9.       |

## Biatlon
Férfi
| Versenyző         | Versenyszám            | Időeredmény | Lövőhiba    | Helyezés |
| ----------------- | ---------------------- | ----------- | ----------- | -------- |
| Anton Babikov     | 10 km sprint           | 25:48,5     | 4 (3+1)     | 57.      |
| Anton Babikov     | 12,5 km üldözőverseny  | 37:21,8     | 4 (1+1+2+0) | 40.      |
| Anton Babikov     | 20 km egyéni indításos | 50:08,0     | 1 (0+0+1+0) | 16.      |
| Matvej Jeliszejev | 10 km sprint           | 26:59,3     | 5 (3+2)     | 83.      |
| Matvej Jeliszejev | 20 km egyéni indításos | 51:07,1     | 3 (0+2+0+1) | 28.      |

Női
| Versenyző        | Versenyszám            | Időeredmény | Lövőhiba    | Helyezés |
| ---------------- | ---------------------- | ----------- | ----------- | -------- |
| Tatyjana Akimova | 7,5 km sprint          | 22:24,2     | 0 (0+0)     | 20.      |
| Tatyjana Akimova | 10 km üldözőverseny    | 33:50,8     | 4 (1+1+0+2) | 31.      |
| Tatyjana Akimova | 15 km egyéni indításos | 44:17,6     | 2 (0+1+0+1) | 15.      |
| Tatyjana Akimova | 12,5 km tömegrajtos    | 41:32,4     | 6 (0+0+5+1) | 30.      |
| Uljana Kajseva   | 7,5 km sprint          | 22:58,5     | 2 (1+1)     | 33.      |
| Uljana Kajseva   | 10 km üldözőverseny    | 36:33,6     | 5 (0+2+2+1) | 52.      |
| Uljana Kajseva   | 15 km egyéni indításos | 44:47,9     | 2 (0+2+0+0) | 24.      |

Vegyes
| Versenyző                                                       | Versenyszám  | Időeredmény | Lövőhiba | Helyezés |
| --------------------------------------------------------------- | ------------ | ----------- | -------- | -------- |
| Anton Babikov Matvej Jeliszejev Tatyjana Akimova Uljana Kajseva | Vegyes váltó | 1:10:49,1   | 0+6 0+4  | 9.       |

## Bob
Férfi
| Versenyző                                                       | Versenyszám | 1. futam | 1. futam | 2. futam | 2. futam | 3. futam | 3. futam | 4. futam | 4. futam | Összesítés | Összesítés |
| Versenyző                                                       | Versenyszám | Idő      | Hely.    | Idő      | Hely.    | Idő      | Hely.    | Idő      | Hely.    | Idő        | Helyezés   |
| --------------------------------------------------------------- | ----------- | -------- | -------- | -------- | -------- | -------- | -------- | -------- | -------- | ---------- | ---------- |
| Makszim Andrianov* Jurij Szelihov                               | Kettes      | 50,27    | 28.      | 50,58    | 29.      | 49,98    | 26.      | kiesett  | kiesett  | 2:30,83    | 28.        |
| Vaszilij Kondratyenko Alekszej Sztulnyev*                       | Kettes      | 49,77    | 19.      | 49,99    | 20.      | 49,74    | 20.      | 49,87    | 20.      | 3:19,37    | 20.        |
| Makszim Andrianov* Ruslan Samitov Jurij Szelihov Alexey Zaitsev | Négyes      | 49,43    | 18.      | 49,39    | 12.      | 49,56    | 15.      | 49,56    | 4.       | 3:17,94    | 15.        |

Női
| Versenyző                                | Versenyszám | 1. futam | 1. futam | 2. futam | 2. futam | 3. futam | 3. futam | 4. futam | 4. futam | Összesítés | Összesítés     |
| Versenyző                                | Versenyszám | Idő      | Hely.    | Idő      | Hely.    | Idő      | Hely.    | Idő      | Hely.    | Idő        | Helyezés       |
| ---------------------------------------- | ----------- | -------- | -------- | -------- | -------- | -------- | -------- | -------- | -------- | ---------- | -------------- |
| Yulia Belomestnykh Aleksandra Rodionova* | Kettes      | 51,29    | 17.      | 51,47    | 17.      | 51,41    | 15.      | 51,55    | 17.      | 3:25,72    | 16.            |
| Anastasia Kocherzhova Nadezhda Sergeeva* | Kettes      | 51,01    | 10.      | 51,49    | 18.      | 51,29    | 12.      | 51,37    | 14.      | 3:25,16    | kizárták (12.) |

* – a bob vezetője

## Curling

### Női
- Viktorija Moiszejeva
- Uljana Vasziljeva
- Galina Arszenykina
- Julija Guzijova
- Julija Portunova

Csoportkör
| Nemzet                     | Skip                 | Gy | V | P+ | P- | Gy end | V end | Üres endek | Saját rabolt endek | Lökés % |
| -------------------------- | -------------------- | -- | - | -- | -- | ------ | ----- | ---------- | ------------------ | ------- |
| Dél-Korea                  | Kim Eun-jung         | 8  | 1 | 75 | 44 | 41     | 34    | 5          | 15                 | 79%     |
| Svédország                 | Anna Hasselborg      | 7  | 2 | 64 | 48 | 42     | 34    | 14         | 13                 | 83%     |
| Nagy-Britannia             | Eve Muirhead         | 6  | 3 | 61 | 56 | 39     | 38    | 12         | 6                  | 79%     |
| Japán                      | Fudzsiszava Szacuki  | 5  | 4 | 59 | 55 | 38     | 36    | 10         | 13                 | 75%     |
| Kína                       | Wang Bingyu          | 4  | 5 | 57 | 65 | 35     | 38    | 12         | 5                  | 78%     |
| Kanada                     | Rachel Homan         | 4  | 5 | 68 | 59 | 40     | 36    | 10         | 12                 | 81%     |
| Svájc                      | Silvana Tirinzoni    | 4  | 5 | 60 | 55 | 34     | 37    | 12         | 7                  | 78%     |
| Egyesült Államok           | Nina Roth            | 4  | 5 | 56 | 65 | 38     | 39    | 7          | 6                  | 78%     |
| Olimpikonok Oroszországból | Viktorija Moiszejeva | 2  | 7 | 45 | 76 | 34     | 40    | 8          | 6                  | 76%     |
| Dánia                      | Madeleine Dupont     | 1  | 8 | 50 | 72 | 32     | 41    | 10         | 6                  | 73%     |

| Sheet B                                 | 1 | 2 | 3 | 4 | 5 | 6 | 7 | 8 | 9 | 10 | VE |
| Olimpikonok Oroszországból (Moiszejeva) | 0 | 1 | 0 | 0 | 2 | 0 | 0 | X | X | X  | 3  |
| Nagy-Britannia (Muirhead)               | 3 | 0 | 2 | 1 | 0 | 0 | 4 | X | X | X  | 10 |

| Sheet C                                 | 1 | 2 | 3 | 4 | 5 | 6 | 7 | 8 | 9 | 10 | 11 | VE |
| Kína (Wang)                             | 0 | 2 | 1 | 0 | 0 | 1 | 0 | 2 | 0 | 0  | 0  | 6  |
| Olimpikonok Oroszországból (Moiszejeva) | 1 | 0 | 0 | 2 | 0 | 0 | 1 | 0 | 0 | 2  | 1  | 7  |

| Sheet D                                 | 1 | 2 | 3 | 4 | 5 | 6 | 7 | 8 | 9 | 10 | 11 | VE |
| Svédország (Hasselborg)                 | 0 | 0 | 0 | 0 | 1 | 0 | 1 | 0 | 2 | 0  | 1  | 5  |
| Olimpikonok Oroszországból (Moiszejeva) | 0 | 0 | 0 | 1 | 0 | 1 | 0 | 1 | 0 | 1  | 0  | 4  |

| Sheet B                                 | 1 | 2 | 3 | 4 | 5 | 6 | 7 | 8 | 9 | 10 | 11 | VE |
| Olimpikonok Oroszországból (Moiszejeva) | 0 | 2 | 0 | 0 | 1 | 1 | 0 | 1 | 0 | 1  | 0  | 6  |
| Egyesült Államok (Roth)                 | 1 | 0 | 2 | 1 | 0 | 0 | 1 | 0 | 1 | 0  | 1  | 7  |

| Sheet A                                 | 1 | 2 | 3 | 4 | 5 | 6 | 7 | 8 | 9 | 10 | VE |
| Olimpikonok Oroszországból (Moiszejeva) | 1 | 0 | 2 | 0 | 1 | 0 | 0 | 1 | 0 | X  | 5  |
| Japán (Fudzsiszava)                     | 0 | 2 | 0 | 2 | 0 | 1 | 3 | 0 | 2 | X  | 10 |

| Sheet D                                 | 1 | 2 | 3 | 4 | 5 | 6 | 7 | 8 | 9 | 10 | VE |
| Olimpikonok Oroszországból (Moiszejeva) | 0 | 1 | 0 | 0 | 0 | 1 | 0 | X | X | X  | 2  |
| Svájc (Tirinzoni)                       | 0 | 0 | 3 | 2 | 2 | 0 | 4 | X | X | X  | 11 |

| Sheet B                                 | 1 | 2 | 3 | 4 | 5 | 6 | 7 | 8 | 9 | 10 | VE |
| Dánia (Dupont)                          | 0 | 0 | 0 | 2 | 0 | 2 | 0 | 0 | 3 | 0  | 7  |
| Olimpikonok Oroszországból (Moiszejeva) | 0 | 1 | 1 | 0 | 3 | 0 | 1 | 1 | 0 | 1  | 8  |

| Sheet A                                 | 1 | 2 | 3 | 4 | 5 | 6 | 7 | 8 | 9 | 10 | VE |
| Dél-Korea (Kim)                         | 3 | 3 | 3 | 0 | 2 | 0 | X | X | X | X  | 11 |
| Olimpikonok Oroszországból (Moiszejeva) | 0 | 0 | 0 | 1 | 0 | 1 | X | X | X | X  | 2  |

| Sheet C                                 | 1 | 2 | 3 | 4 | 5 | 6 | 7 | 8 | 9 | 10 | VE |
| Olimpikonok Oroszországból (Moiszejeva) | 4 | 0 | 1 | 0 | 0 | 0 | 2 | 1 | 0 | 0  | 8  |
| Kanada (Homan)                          | 0 | 2 | 0 | 2 | 1 | 1 | 0 | 0 | 2 | 1  | 9  |

| Csapat                     | Helyezés |
| -------------------------- | -------- |
| Olimpikonok Oroszországból | 9.       |

### Vegyes páros
- Anasztaszjia Brizgalova
- Alekszandr Kruselnyickij

Csoportkör
| Nemzet                     | Név                                                | Gy | V | P+ | P- | Gy end | V end | Üres endek | Saját rabolt endek | Lökés % |
| -------------------------- | -------------------------------------------------- | -- | - | -- | -- | ------ | ----- | ---------- | ------------------ | ------- |
| Kanada                     | Kaitlyn Lawes / John Morris                        | 6  | 1 | 52 | 26 | 29     | 20    | 0          | 9                  | 80%     |
| Svájc                      | Jenny Perret / Martin Rios                         | 5  | 2 | 45 | 33 | 29     | 26    | 0          | 10                 | 72%     |
| Olimpikonok Oroszországból | Anasztaszija Brizgalova / Alekszandr Kruselnyickij | 4  | 3 | 36 | 44 | 26     | 27    | 1          | 7                  | 67%     |
| Norvégia                   | Kristin Skaslien / Magnus Nedregotten              | 4  | 3 | 39 | 43 | 26     | 25    | 1          | 8                  | 74%     |
| Kína                       | Wang Rui / Ba Dexin                                | 4  | 3 | 47 | 42 | 27     | 27    | 1          | 6                  | 72%     |
| Dél-Korea                  | Jang Hye-ji / Lee Ki-jeong                         | 2  | 5 | 42 | 47 | 26     | 26    | 1          | 7                  | 70%     |
| Egyesült Államok           | Rebecca Hamilton / Matt Hamilton                   | 2  | 5 | 37 | 43 | 26     | 25    | 0          | 9                  | 74%     |
| Finnország                 | Oona Kauste / Tomi Rantamäki                       | 1  | 6 | 35 | 53 | 23     | 29    | 0          | 6                  | 66%     |

1. 1 2  Norvégia és Kína rájátszáson mérkőzött az elődöntőbe jutásért

| Sheet A            | Sheet A                                                 | 1 | 2 | 3 | 4 | 5 | 6 | 7 | 8 | VE |
| 1. end utolsó köve | Egyesült Államok (R. Hamilton / M. Hamilton)            | 3 | 0 | 1 | 1 | 2 | 0 | 2 | X | 9  |
|                    | Olimpikonok Oroszországból (Brizgalova / Kruselnyickij) | 0 | 2 | 0 | 0 | 0 | 1 | 0 | X | 3  |

| Sheet C            | Sheet C                                                 | 1 | 2 | 3 | 4 | 5 | 6 | 7 | 8 | VE |
|                    | Olimpikonok Oroszországból (Brizgalova / Kruselnyickij) | 0 | 1 | 0 | 1 | 1 | 0 | 0 | 1 | 4  |
| 1. end utolsó köve | Norvégia (Skaslien / Nedregotten)                       | 0 | 0 | 1 | 0 | 0 | 1 | 1 | 0 | 3  |

| Sheet D            | Sheet D                                                 | 1 | 2 | 3 | 4 | 5 | 6 | 7 | 8 | VE |
|                    | Olimpikonok Oroszországból (Brizgalova / Kruselnyickij) | 0 | 0 | 4 | 0 | 1 | 2 | 0 | X | 7  |
| 1. end utolsó köve | Finnország (Kauste / Rantamäki)                         | 2 | 1 | 0 | 1 | 0 | 0 | 1 | X | 5  |

| Sheet B            | Sheet B                                                 | 1 | 2 | 3 | 4 | 5 | 6 | 7 | 8 | 9 | VE |
|                    | Kína (Wang / Ba)                                        | 0 | 0 | 0 | 3 | 0 | 0 | 1 | 1 | 0 | 5  |
| 1. end utolsó köve | Olimpikonok Oroszországból (Brizgalova / Kruselnyickij) | 1 | 1 | 1 | 0 | 1 | 1 | 0 | 0 | 1 | 6  |

| Sheet D            | Sheet D                                                 | 1 | 2 | 3 | 4 | 5 | 6 | 7 | 8 | 9 | VE |
|                    | Dél-Korea (Jang / Lee)                                  | 1 | 0 | 1 | 0 | 0 | 1 | 0 | 2 | 0 | 5  |
| 1. end utolsó köve | Olimpikonok Oroszországból (Brizgalova / Kruselnyickij) | 0 | 1 | 0 | 2 | 1 | 0 | 1 | 0 | 1 | 6  |

| Sheet A            | Sheet A                                                 | 1 | 2 | 3 | 4 | 5 | 6 | 7 | 8 | VE |
|                    | Olimpikonok Oroszországból (Brizgalova / Kruselnyickij) | 0 | 0 | 1 | 0 | 1 | 0 | X | X | 2  |
| 1. end utolsó köve | Kanada (Lawes / Morris)                                 | 3 | 1 | 0 | 2 | 0 | 2 | X | X | 8  |

| Sheet C            | Sheet C                                                 | 1 | 2 | 3 | 4 | 5 | 6 | 7 | 8 | VE |
| 1. end utolsó köve | Svájc (Perret / Rios)                                   | 0 | 2 | 0 | 0 | 2 | 2 | 0 | 3 | 9  |
|                    | Olimpikonok Oroszországból (Brizgalova / Kruselnyickij) | 2 | 0 | 4 | 1 | 0 | 0 | 1 | 0 | 8  |

Elődöntő
| Sheet C            | Sheet C                                                 | 1 | 2 | 3 | 4 | 5 | 6 | 7 | 8 | VE |
| 1. end utolsó köve | Olimpikonok Oroszországból (Brizgalova / Kruselnyickij) | 0 | 2 | 0 | 0 | 2 | 1 | 0 | 0 | 5  |
|                    | Svájc (Perret / Rios)                                   | 2 | 0 | 1 | 1 | 0 | 0 | 2 | 1 | 7  |

Bronzmérkőzés
| Sheet B            | Sheet B                                                 | 1 | 2 | 3 | 4 | 5 | 6 | 7 | 8 | VE |
| 1. end utolsó köve | Olimpikonok Oroszországból (Brizgalova / Kruselnyickij) | 2 | 1 | 0 | 2 | 0 | 1 | 1 | 1 | 8  |
|                    | Norvégia (Skaslien / Nedregotten)                       | 0 | 0 | 2 | 0 | 2 | 0 | 0 | 0 | 4  |

Az eredetileg bronzérmes orosz párost a torna után Alekszandr Kruselnyickij pozitív doppingtesztje miatt a Nemzetközi Sportdöntőbíróság döntése alapján kizárták, a bronzérmet a norvég páros kapta meg.
| Csapat                     | Helyezés |
| -------------------------- | -------- |
| Olimpikonok Oroszországból | kizárták |

## Északi összetett
| Versenyző     | Versenyszám        | Síugrás | Síugrás | Síugrás | Síugrás    | Sífutás | Összesítés | Összesítés |
| Versenyző     | Versenyszám        | Táv     | Pont    | Hely.   | Időhátrány | Idő     | Idő        | Helyezés   |
| ------------- | ------------------ | ------- | ------- | ------- | ---------- | ------- | ---------- | ---------- |
| Erneszt Jahin | Normálsánc + 10 km | 96,0    | 96,7    | 21.     | +2:16      | 26:18,3 | 28:34,3    | 38.        |
| Erneszt Jahin | Nagysánc + 10 km   | 127,5   | 114,1   | 15.     | +1:39      | 25:56,1 | 27:35,1    | 35.        |

## Gyorskorcsolya
Férfi
| Versenyző        | Versenyszám | Eredmény | Helyezés |
| ---------------- | ----------- | -------- | -------- |
| Szergej Trofimov | 1500 m      | 1:46,69  | 18.      |

Női
| Versenyző         | Versenyszám | Eredmény | Helyezés |
| ----------------- | ----------- | -------- | -------- |
| Angelina Golikova | 500 m       | 37,62    | 7.       |
| Angelina Golikova | 1000 m      | 1:16,85  | 22.      |
| Natalja Voronyina | 3000 m      | 4:05,85  | 10.      |
| Natalja Voronyina | 5000 m      | 6:53,98  |          |

## Jégkorong

### Férfi
- Szövetségi kapitány:  Oleg Znarok
- Segédedzők:  Harijs Vītoliņš,  Rashit Davydov,  Igor Nyikityin,  Alexei Zhamnov

| Orosz nemzeti férfi jégkorongcsapat-játékoskeret | Orosz nemzeti férfi jégkorongcsapat-játékoskeret | Orosz nemzeti férfi jégkorongcsapat-játékoskeret | Orosz nemzeti férfi jégkorongcsapat-játékoskeret | Orosz nemzeti férfi jégkorongcsapat-játékoskeret | Orosz nemzeti férfi jégkorongcsapat-játékoskeret | Orosz nemzeti férfi jégkorongcsapat-játékoskeret | Orosz nemzeti férfi jégkorongcsapat-játékoskeret |
| #                                                | Poszt                                            | Név                                              | Magasság                                         | Súly                                             | Születési idő                                    | Születési hely                                   | Klub 2017–18-ban                                 |
| ------------------------------------------------ | ------------------------------------------------ | ------------------------------------------------ | ------------------------------------------------ | ------------------------------------------------ | ------------------------------------------------ | ------------------------------------------------ | ------------------------------------------------ |
| 2                                                | D                                                | Artyom Zub                                       | 1,88 m (6 ft 2 in)                               | 90 kg (198 lb)                                   | 1995. október 3.                                 | Habarovszk                                       | SKA Saint Petersburg (KHL)                       |
| 4                                                | D                                                | Vlagyiszlav Gavrikov                             | 1,90 m (6 ft 3 in)                               | 97 kg (214 lb)                                   | 1995. november 21.                               | Jaroszlav                                        | SKA Saint Petersburg (KHL)                       |
| 7                                                | F                                                | Ivan Tyelegin                                    | 1,93 m (6 ft 4 in)                               | 90 kg (198 lb)                                   | 1992. február 28.                                | Novokuznyeck                                     | HK CSZKA Moszkva (KHL)                           |
| 10                                               | F                                                | Szergej Mozjakin                                 | 1,80 m (5 ft 11 in)                              | 84 kg (185 lb)                                   | 1981. március 30.                                | Jaroszlav, Szovjetunió                           | Metallurg Magnitogorsk (KHL)                     |
| 11                                               | F                                                | Szergej Andronov – A                             | 1,89 m (6 ft 2 in)                               | 96 kg (212 lb)                                   | 1989. július 19.                                 | Penza, Szovjetunió                               | HK CSZKA Moszkva (KHL)                           |
| 13                                               | F                                                | Pavel Dacjuk – C                                 | 1,82 m (6 ft 0 in)                               | 86 kg (190 lb)                                   | 1978. július 20.                                 | Jekatyerinburg, Szovjetunió                      | SKA Saint Petersburg (KHL)                       |
| 21                                               | F                                                | Szergej Kalinyin                                 | 1,90 m (6 ft 3 in)                               | 86 kg (190 lb)                                   | 1991. március 17.                                | Omszk, Szovjetunió                               | SKA Saint Petersburg (KHL)                       |
| 25                                               | F                                                | Mihail Grigorenko                                | 1,91 m (6 ft 3 in)                               | 91 kg (201 lb)                                   | 1994. május 16.                                  | Habarovszk                                       | HK CSZKA Moszkva (KHL)                           |
| 26                                               | D                                                | Vjacseszlav Vojnov                               | 1,82 m (6 ft 0 in)                               | 91 kg (201 lb)                                   | 1990. január 15.                                 | Cseljabinszk, Szovjetunió                        | SKA Saint Petersburg (KHL)                       |
| 28                                               | D                                                | Andrej Zubarev                                   | 1,85 m (6 ft 1 in)                               | 101 kg (223 lb)                                  | 1987. március 3.                                 | Ufa, Szovjetunió                                 | SKA Saint Petersburg (KHL)                       |
| 29                                               | F                                                | Ilja Kablukov                                    | 1,89 m (6 ft 2 in)                               | 88 kg (194 lb)                                   | 1988. január 18.                                 | Moszkva, Szovjetunió                             | SKA Saint Petersburg (KHL)                       |
| 30                                               | G                                                | Igor Sesztyorkin                                 | 1,86 m (6 ft 1 in)                               | 86 kg (190 lb)                                   | 1995. december 30.                               | Moszkva                                          | SKA Saint Petersburg (KHL)                       |
| 31                                               | G                                                | Ilja Szorokin                                    | 1,88 m (6 ft 2 in)                               | 80 kg (176 lb)                                   | 1995. augusztus 4.                               | Mezsdurecsenszk                                  | HK CSZKA Moszkva (KHL)                           |
| 44                                               | D                                                | Jegor Jakovlev                                   | 1,82 m (6 ft 0 in)                               | 87 kg (192 lb)                                   | 1991. szeptember 17.                             | Magnyitogorszk, Szovjetunió                      | SKA Saint Petersburg (KHL)                       |
| 52                                               | F                                                | Szergej Sirokov                                  | 1,79 m (5 ft 10 in)                              | 89 kg (196 lb)                                   | 1986. március 10.                                | Moszkva, Szovjetunió                             | SKA Saint Petersburg (KHL)                       |
| 53                                               | D                                                | Alekszej Marcsenko                               | 1,88 m (6 ft 2 in)                               | 96 kg (212 lb)                                   | 1992. január 2.                                  | Moszkva                                          | HK CSZKA Moszkva (KHL)                           |
| 55                                               | D                                                | Bogdan Kiszelevics                               | 1,84 m (6 ft 0 in)                               | 94 kg (207 lb)                                   | 1990. február 14.                                | Cserepovec, Szovjetunió                          | HK CSZKA Moszkva (KHL)                           |
| 71                                               | F                                                | Ilja Kovalcsuk – A                               | 1,90 m (6 ft 3 in)                               | 103 kg (227 lb)                                  | 1983. április 15.                                | Kalinyin, Szovjetunió                            | SKA Saint Petersburg (KHL)                       |
| 74                                               | F                                                | Nyikolaj Prohorkin                               | 1,89 m (6 ft 2 in)                               | 91 kg (201 lb)                                   | 1993. szeptember 17.                             | Cseljabinszk                                     | SKA Saint Petersburg (KHL)                       |
| 77                                               | F                                                | Kirill Kaprizov                                  | 1,78 m (5 ft 10 in)                              | 87 kg (192 lb)                                   | 1997. április 26.                                | Novokuznyeck                                     | HK CSZKA Moszkva (KHL)                           |
| 83                                               | G                                                | Vaszilij Kosecskin                               | 2,00 m (6 ft 7 in)                               | 110 kg (243 lb)                                  | 1983. március 27.                                | Togliatti, Szovjetunió                           | Metallurg Magnitogorsk (KHL)                     |
| 87                                               | F                                                | Vagyim Sipacsov                                  | 1,85 m (6 ft 1 in)                               | 86 kg (190 lb)                                   | 1987. március 12.                                | Cserepovec, Szovjetunió                          | SKA Saint Petersburg (KHL)                       |
| 89                                               | D                                                | Nyikita Nyesztyerov                              | 1,80 m (5 ft 11 in)                              | 83 kg (183 lb)                                   | 1993. március 28.                                | Cseljabinszk                                     | HK CSZKA Moszkva (KHL)                           |
| 94                                               | F                                                | Alekszandr Barabanov                             | 1,79 m (5 ft 10 in)                              | 89 kg (196 lb)                                   | 1994. június 17.                                 | Szentpétervár                                    | SKA Saint Petersburg (KHL)                       |
| 97                                               | F                                                | Nyikita Guszev                                   | 1,80 m (5 ft 11 in)                              | 82 kg (181 lb)                                   | 1992. július 8.                                  | Moszkva                                          | SKA Saint Petersburg (KHL)                       |

Csoportkör
B csoport
| Hely. | Csapat                 | M | Gy | HGy | HV | V | G+ | G– | Gk | P | Továbbjutás                       |
| ----- | ---------------------- | - | -- | --- | -- | - | -- | -- | -- | - | --------------------------------- |
| 1.    | Oroszország versenyzői | 3 | 2  | 0   | 0  | 1 | 14 | 5  | +9 | 6 | Továbbjutott a negyeddöntőbe      |
| 2.    | Szlovénia              | 3 | 0  | 2   | 0  | 1 | 8  | 12 | −4 | 4 | A negyeddöntőbe jutásért játszott |
| 3.    | Egyesült Államok       | 3 | 1  | 0   | 1  | 1 | 4  | 8  | −4 | 4 | A negyeddöntőbe jutásért játszott |
| 4.    | Szlovákia              | 3 | 1  | 0   | 1  | 1 | 6  | 7  | −1 | 4 | A negyeddöntőbe jutásért játszott |

| 2018. február 14. 21:10 (13:10) | Szlovákia (SVK) | 3–2 (2–2, 0–0, 1–0) | Olimpikonok Oroszországból (OAR) | Gangneung Hockey Center, Phjongcshang Nézőszám: 4025 |

| Jegyzőkönyv | Jegyzőkönyv      | Jegyzőkönyv                        | Jegyzőkönyv        | Jegyzőkönyv                                                                         |
| --- | ---------------- | ---------------------------------- | ------------------ | ----------------------------------------------------------------------------------- |
| | Branislav Konrád | Kapusok                            | Vaszilij Kosecskin | Játékvezetők: Brett Iverson Aleksi Rantala Vonalbírók: Vít Lederer Nathan Vanoosten |
| \| \| 0–1 \| 02:54 – Gavrikov (Vojnov, Sirokov) \| \| \| 0–2 \| 04:08 – Kaprizov (Guszev) \| \| Ölvecký (Graňák) – 16:05 \| 1–2 \| \| \| Bakoš – 17:55 \| 2–2 \| \| \| Čerešňák (Haščák, Bakoš) (PP) – 48:30 \| 3–2 \| \| |                  |                                    |                    | Játékvezetők: Brett Iverson Aleksi Rantala Vonalbírók: Vít Lederer Nathan Vanoosten |
| 12 perc | Büntetések       | 10 perc                            |                    | Játékvezetők: Brett Iverson Aleksi Rantala Vonalbírók: Vít Lederer Nathan Vanoosten |
| 19 | Lövések          | 22                                 |                    | Játékvezetők: Brett Iverson Aleksi Rantala Vonalbírók: Vít Lederer Nathan Vanoosten |
| | 0–1              | 02:54 – Gavrikov (Vojnov, Sirokov) |                    | Játékvezetők: Brett Iverson Aleksi Rantala Vonalbírók: Vít Lederer Nathan Vanoosten |
| | 0–2              | 04:08 – Kaprizov (Guszev)          |                    | Játékvezetők: Brett Iverson Aleksi Rantala Vonalbírók: Vít Lederer Nathan Vanoosten |
| Ölvecký (Graňák) – 16:05 | 1–2              |                                    |                    | Játékvezetők: Brett Iverson Aleksi Rantala Vonalbírók: Vít Lederer Nathan Vanoosten |
| Bakoš – 17:55 | 2–2              |                                    |                    |                                                                                     |
| Čerešňák (Haščák, Bakoš) (PP) – 48:30 | 3–2              |                                    |                    |                                                                                     |

| 2018. február 16. 16:40 (8:40) | Olimpikonok Oroszországból (OAR) | 8–2 (2–0, 4–1, 2–1) | Szlovénia (SLO) | Gangneung Hockey Center, Phjongcshang Nézőszám: 6018 |

| Jegyzőkönyv | Jegyzőkönyv                                | Jegyzőkönyv                          | Jegyzőkönyv  | Jegyzőkönyv                                                                            |
| --- | ------------------------------------------ | ------------------------------------ | ------------ | -------------------------------------------------------------------------------------- |
| | Vaszilij Kosecskin Ilja Igorevics Szorokin | Kapusok                              | Luka Gračnar | Játékvezetők: Mark Lemelin Daniel Stricker Vonalbírók: Lukas Kohlmüller Hannu Sormunen |
| \| Mozjakin (Dacjuk, Guszev) (PP) – 18:23 \| 1–0 \| \| \| Kovalcsuk (Jakovlev, Andronov) – 18:45 \| 2–0 \| \| \| Barabanov (Grigorenko, Kalinyin) (PP) – 26:00 \| 3–0 \| \| \| Kablukov (Kovalcsuk, Zub) – 28:48 \| 4–0 \| \| \| Kaprizov (Guszev, Kiszelevics) – 30:02 \| 5–0 \| \| \| \| 5–1 \| 33:31 – Muršak (Verlič, Anže Kuralt) \| \| Kovalcsuk (Kalinyin, Andronov) – 37:16 \| 6–1 \| \| \| Kaprizov (Dacjuk, Kiszelevics) – 41:15 \| 7–1 \| \| \| Kaprizov (Zub, Guszev) – 47:12 \| 8–1 \| \| \| \| 8–2 \| 59:27 – Pance (Sabolič) \| |                                            |                                      |              | Játékvezetők: Mark Lemelin Daniel Stricker Vonalbírók: Lukas Kohlmüller Hannu Sormunen |
| 8 perc | Büntetések                                 | 6 perc                               |              | Játékvezetők: Mark Lemelin Daniel Stricker Vonalbírók: Lukas Kohlmüller Hannu Sormunen |
| 34 | Lövések                                    | 15                                   |              | Játékvezetők: Mark Lemelin Daniel Stricker Vonalbírók: Lukas Kohlmüller Hannu Sormunen |
| Mozjakin (Dacjuk, Guszev) (PP) – 18:23 | 1–0                                        |                                      |              | Játékvezetők: Mark Lemelin Daniel Stricker Vonalbírók: Lukas Kohlmüller Hannu Sormunen |
| Kovalcsuk (Jakovlev, Andronov) – 18:45 | 2–0                                        |                                      |              | Játékvezetők: Mark Lemelin Daniel Stricker Vonalbírók: Lukas Kohlmüller Hannu Sormunen |
| Barabanov (Grigorenko, Kalinyin) (PP) – 26:00 | 3–0                                        |                                      |              | Játékvezetők: Mark Lemelin Daniel Stricker Vonalbírók: Lukas Kohlmüller Hannu Sormunen |
| Kablukov (Kovalcsuk, Zub) – 28:48 | 4–0                                        |                                      |              |                                                                                        |
| Kaprizov (Guszev, Kiszelevics) – 30:02 | 5–0                                        |                                      |              |                                                                                        |
| | 5–1                                        | 33:31 – Muršak (Verlič, Anže Kuralt) |              |                                                                                        |
| Kovalcsuk (Kalinyin, Andronov) – 37:16 | 6–1                                        |                                      |              |                                                                                        |
| Kaprizov (Dacjuk, Kiszelevics) – 41:15 | 7–1                                        |                                      |              |                                                                                        |
| Kaprizov (Zub, Guszev) – 47:12 | 8–1                                        |                                      |              |                                                                                        |
| | 8–2                                        | 59:27 – Pance (Sabolič)              |              |                                                                                        |

| 2018. február 17. 21:10 (13:10) | Olimpikonok Oroszországból (OAR) | 4–0 (1–0, 2–0, 1–0) | Egyesült Államok (USA) | Gangneung Hockey Center, Phjongcshang Nézőszám: 6473 |

| Jegyzőkönyv | Jegyzőkönyv        | Jegyzőkönyv | Jegyzőkönyv   | Jegyzőkönyv                                                                  |
| --- | ------------------ | ----------- | ------------- | ---------------------------------------------------------------------------- |
| | Vaszilij Kosecskin | Kapusok     | Ryan Zapolski | Játékvezetők: Jozef Kubuš Linus Öhlund Vonalbírók: Vít Lederer Nicolas Fluri |
| \| Prohorkin (Mozjakin, Barabanov) – 07:21 \| 1–0 \| \| \| Prohorkin (Sirokov, Mozjakin) – 22:14 \| 2–0 \| \| \| Kovalcsuk (Andronov) – 39:59 \| 3–0 \| \| \| Kovalcsuk (Vojnov, Andronov) – 40:28 \| 4–0 \| \| |                    |             |               | Játékvezetők: Jozef Kubuš Linus Öhlund Vonalbírók: Vít Lederer Nicolas Fluri |
| 10 perc | Büntetések         | 10 perc     |               | Játékvezetők: Jozef Kubuš Linus Öhlund Vonalbírók: Vít Lederer Nicolas Fluri |
| 26 | Lövések            | 29          |               | Játékvezetők: Jozef Kubuš Linus Öhlund Vonalbírók: Vít Lederer Nicolas Fluri |
| Prohorkin (Mozjakin, Barabanov) – 07:21 | 1–0                |             |               | Játékvezetők: Jozef Kubuš Linus Öhlund Vonalbírók: Vít Lederer Nicolas Fluri |
| Prohorkin (Sirokov, Mozjakin) – 22:14 | 2–0                |             |               | Játékvezetők: Jozef Kubuš Linus Öhlund Vonalbírók: Vít Lederer Nicolas Fluri |
| Kovalcsuk (Andronov) – 39:59 | 3–0                |             |               | Játékvezetők: Jozef Kubuš Linus Öhlund Vonalbírók: Vít Lederer Nicolas Fluri |
| Kovalcsuk (Vojnov, Andronov) – 40:28 | 4–0                |             |               |                                                                              |

Negyeddöntő
| 2018. február 21. 16:40 (8:40) | Olimpikonok Oroszországból (OAR) | 6–1 (3–0, 2–1, 1–0) | Norvégia (NOR) | Gangneung Hockey Center, Phjongcshang Nézőszám: 3553 |

| Jegyzőkönyv | Jegyzőkönyv        | Jegyzőkönyv                              | Jegyzőkönyv                  | Jegyzőkönyv                                                                       |
| --- | ------------------ | ---------------------------------------- | ---------------------------- | --------------------------------------------------------------------------------- |
| | Vaszilij Kosecskin | Kapusok                                  | Lars Haugen Henrik Haukeland | Játékvezetők: Jan Hribik Timothy Mayer Vonalbírók: Lukas Kohlmüller Judson Ritter |
| \| Grigorenko (Kablukov, Tyelegin) – 08:54 \| 1–0 \| \| \| Guszev (Mozjakin, Dacjuk) (PP) – 13:25 \| 2–0 \| \| \| Vojnov (Guszev, Kaprizov) – 19:20 \| 3–0 \| \| \| \| 3–1 \| 27:21 – Bonsaksen (M. Olimb, K.A. Olimb) \| \| Kalinyin (Kovalcsuk, Vojnov) (PP) – 28:35 \| 4–1 \| \| \| Nyesztyerov (Guszev, Dacjuk) (PP) – 33:06 \| 5–1 \| \| \| Tyelegin (Grigorenko, Kablukov) – 53:15 \| 6–1 \| \| |                    |                                          |                              | Játékvezetők: Jan Hribik Timothy Mayer Vonalbírók: Lukas Kohlmüller Judson Ritter |
| 10 perc | Büntetések         | 10 perc                                  |                              | Játékvezetők: Jan Hribik Timothy Mayer Vonalbírók: Lukas Kohlmüller Judson Ritter |
| 32 | Lövések            | 14                                       |                              | Játékvezetők: Jan Hribik Timothy Mayer Vonalbírók: Lukas Kohlmüller Judson Ritter |
| Grigorenko (Kablukov, Tyelegin) – 08:54 | 1–0                |                                          |                              | Játékvezetők: Jan Hribik Timothy Mayer Vonalbírók: Lukas Kohlmüller Judson Ritter |
| Guszev (Mozjakin, Dacjuk) (PP) – 13:25 | 2–0                |                                          |                              | Játékvezetők: Jan Hribik Timothy Mayer Vonalbírók: Lukas Kohlmüller Judson Ritter |
| Vojnov (Guszev, Kaprizov) – 19:20 | 3–0                |                                          |                              | Játékvezetők: Jan Hribik Timothy Mayer Vonalbírók: Lukas Kohlmüller Judson Ritter |
| | 3–1                | 27:21 – Bonsaksen (M. Olimb, K.A. Olimb) |                              |                                                                                   |
| Kalinyin (Kovalcsuk, Vojnov) (PP) – 28:35 | 4–1                |                                          |                              |                                                                                   |
| Nyesztyerov (Guszev, Dacjuk) (PP) – 33:06 | 5–1                |                                          |                              |                                                                                   |
| Tyelegin (Grigorenko, Kablukov) – 53:15 | 6–1                |                                          |                              |                                                                                   |

Elődöntő
| 2018. február 23. 16:40 (8:40) | Csehország (CZE) | 0–3 (0–0, 0–2, 0–1) | Olimpikonok Oroszországból (OAR) | Gangneung Hockey Center, Phjongcshang Nézőszám: 4330 |

| Jegyzőkönyv | Jegyzőkönyv    | Jegyzőkönyv                             | Jegyzőkönyv       | Jegyzőkönyv                                                                       |
| --- | -------------- | --------------------------------------- | ----------------- | --------------------------------------------------------------------------------- |
| | Pavel Francouz | Kapusok                                 | Vasily Koshechkin | Játékvezetők: Brett Iverson Mark Lemelin Vonalbírók: Jimmy Dahmen Sakari Suominen |
| \| \| 0–1 \| 27:47 – Guszev (Dacjuk) \| \| \| 0–2 \| 28:14 – Gavrikov (Tyelegin, Grigorenko) \| \| \| 0–3 \| 59:39 – Kovalcsuk (Zub, Zubarev) (ENG) \| |                |                                         |                   | Játékvezetők: Brett Iverson Mark Lemelin Vonalbírók: Jimmy Dahmen Sakari Suominen |
| 6 perc | Büntetések     | 10 perc                                 |                   | Játékvezetők: Brett Iverson Mark Lemelin Vonalbírók: Jimmy Dahmen Sakari Suominen |
| 31 | Lövések        | 22                                      |                   | Játékvezetők: Brett Iverson Mark Lemelin Vonalbírók: Jimmy Dahmen Sakari Suominen |
| | 0–1            | 27:47 – Guszev (Dacjuk)                 |                   | Játékvezetők: Brett Iverson Mark Lemelin Vonalbírók: Jimmy Dahmen Sakari Suominen |
| | 0–2            | 28:14 – Gavrikov (Tyelegin, Grigorenko) |                   | Játékvezetők: Brett Iverson Mark Lemelin Vonalbírók: Jimmy Dahmen Sakari Suominen |
| | 0–3            | 59:39 – Kovalcsuk (Zub, Zubarev) (ENG)  |                   | Játékvezetők: Brett Iverson Mark Lemelin Vonalbírók: Jimmy Dahmen Sakari Suominen |

Döntő
| 2018. február 25. 13:10 (5:10) | Olimpikonok Oroszországból (OAR) | 4–3 (h.u.) (1–0, 0–1, 2–2) (h.u.: 1–0) | Németország (GER) | Gangneung Hockey Center, Phjongcshang Nézőszám: 5075 |

| Jegyzőkönyv | Jegyzőkönyv       | Jegyzőkönyv                        | Jegyzőkönyv          | Jegyzőkönyv                                                                        |
| --- | ----------------- | ---------------------------------- | -------------------- | ---------------------------------------------------------------------------------- |
| | Vasily Koshechkin | Kapusok                            | Danny aus den Birken | Játékvezetők: Mark Lemelin Aleksi Rantala Vonalbírók: Jimmy Dahmen Sakari Suominen |
| \| Vojnov (Guszev, Kaprizov) – 19:59 \| 1–0 \| \| \| \| 1–1 \| 29:32 – Schütz (Macek, Hager) \| \| Guszev (Kaprizov, Dacjuk) – 53:21 \| 2–1 \| \| \| \| 2–2 \| 53:31 – Kahun (Mauer, Ehliz) \| \| \| 2–3 \| 56:44 – J. Müller (Ehliz, Hördler) \| \| Guszev (Zub, Kaprizov) (SH, EA) – 59:04 \| 3–3 \| \| \| Kaprizov (Guszev, Vojnov) (PP) – 69:40 \| 4–3 \| \| |                   |                                    |                      | Játékvezetők: Mark Lemelin Aleksi Rantala Vonalbírók: Jimmy Dahmen Sakari Suominen |
| 4 perc | Büntetések        | 6 perc                             |                      | Játékvezetők: Mark Lemelin Aleksi Rantala Vonalbírók: Jimmy Dahmen Sakari Suominen |
| 30 | Lövések           | 25                                 |                      | Játékvezetők: Mark Lemelin Aleksi Rantala Vonalbírók: Jimmy Dahmen Sakari Suominen |
| Vojnov (Guszev, Kaprizov) – 19:59 | 1–0               |                                    |                      | Játékvezetők: Mark Lemelin Aleksi Rantala Vonalbírók: Jimmy Dahmen Sakari Suominen |
| | 1–1               | 29:32 – Schütz (Macek, Hager)      |                      | Játékvezetők: Mark Lemelin Aleksi Rantala Vonalbírók: Jimmy Dahmen Sakari Suominen |
| Guszev (Kaprizov, Dacjuk) – 53:21 | 2–1               |                                    |                      | Játékvezetők: Mark Lemelin Aleksi Rantala Vonalbírók: Jimmy Dahmen Sakari Suominen |
| | 2–2               | 53:31 – Kahun (Mauer, Ehliz)       |                      |                                                                                    |
| | 2–3               | 56:44 – J. Müller (Ehliz, Hördler) |                      |                                                                                    |
| Guszev (Zub, Kaprizov) (SH, EA) – 59:04 | 3–3               |                                    |                      |                                                                                    |
| Kaprizov (Guszev, Vojnov) (PP) – 69:40 | 4–3               |                                    |                      |                                                                                    |

| Csapat                           | Helyezés |
| -------------------------------- | -------- |
| Olimpikonok Oroszországból (OAR) |          |

### Női
- Szövetségi kapitány:  Alexei Chistyakov
- Segédedző:  Alexander Vedernikov

| Orosz nemzeti női jégkorongcsapat-játékoskeret | Orosz nemzeti női jégkorongcsapat-játékoskeret | Orosz nemzeti női jégkorongcsapat-játékoskeret | Orosz nemzeti női jégkorongcsapat-játékoskeret | Orosz nemzeti női jégkorongcsapat-játékoskeret | Orosz nemzeti női jégkorongcsapat-játékoskeret | Orosz nemzeti női jégkorongcsapat-játékoskeret | Orosz nemzeti női jégkorongcsapat-játékoskeret |
| #                                              | Poszt                                          | Név                                            | Magasság                                       | Súly                                           | Születési idő                                  | Születési hely                                 | Klub 2017–18-ban                               |
| ---------------------------------------------- | ---------------------------------------------- | ---------------------------------------------- | ---------------------------------------------- | ---------------------------------------------- | ---------------------------------------------- | ---------------------------------------------- | ---------------------------------------------- |
| 1                                              | G                                              | Valerija Tarakanova                            | 1,83 m (6 ft 0 in)                             | 89 kg (196 lb)                                 | 1998. június 20.                               | Zavolzhye                                      | SKIF Nizhny Novgorod (RWHL)                    |
| 2                                              | D                                              | Angelina Goncharenko                           | 1,78 m (5 ft 10 in)                            | 73 kg (161 lb)                                 | 1994. május 23.                                | Moszkva                                        | HC Tornado (RWHL)                              |
| 10                                             | F                                              | Ljudmila Beljakova                             | 1,70 m (5 ft 7 in)                             | 65 kg (143 lb)                                 | 1994. augusztus 12.                            | Moszkva                                        | HC Tornado (RWHL)                              |
| 11                                             | D                                              | Liana Ganyejeva                                | 1,65 m (5 ft 5 in)                             | 62 kg (137 lb)                                 | 1997. december 20.                             | Staroe Baisarovo                               | Arktik-Universitet Ukhta (RWHL)                |
| 12                                             | D                                              | Yekaterina Lobova                              | 1,67 m (5 ft 6 in)                             | 64 kg (141 lb)                                 | 1998. október 25.                              | Novoszibirszk                                  | Biryusa Krasnoyarsk (RWHL)                     |
| 13                                             | D                                              | Nina Pirogova                                  | 1,73 m (5 ft 8 in)                             | 68 kg (150 lb)                                 | 1999. január 26.                               | Moszkva                                        | HC Tornado (RWHL)                              |
| 15                                             | F                                              | Valeria Pavlova                                | 1,79 m (5 ft 10 in)                            | 82 kg (181 lb)                                 | 1995. április 15.                              | Tyumeny                                        | Biryusa Krasnoyarsk (RWHL)                     |
| 17                                             | F                                              | Fanuza Kadirova                                | 1,62 m (5 ft 4 in)                             | 58 kg (128 lb)                                 | 1998. április 6.                               | Kukmor                                         | Arktik-Universitet Ukhta (RWHL)                |
| 18                                             | F                                              | Olga Szoszina – C                              | 1,63 m (5 ft 4 in)                             | 75 kg (165 lb)                                 | 1992. július 27.                               | Almetyjevszk                                   | Agidel Ufa (RWHL)                              |
| 22                                             | D                                              | Maria Batalova – A                             | 1,73 m (5 ft 8 in)                             | 67 kg (148 lb)                                 | 1996. május 3.                                 |                                                | HC Tornado (RWHL)                              |
| 28                                             | F                                              | Diana Kanayeva                                 | 1,72 m (5 ft 8 in)                             | 63 kg (139 lb)                                 | 1997. március 27.                              | Naberezhnye Chelny                             | HC Dinamo Saint Petersburg (RWHL)              |
| 31                                             | G                                              | Nagyezsda Alekszandrova                        | 1,72 m (5 ft 8 in)                             | 63 kg (139 lb)                                 | 1986. január 3.                                | Moszkva, Szovjetunió                           | HC Tornado (RWHL)                              |
| 34                                             | D                                              | Svetlana Tkacheva                              | 1,69 m (5 ft 7 in)                             | 56 kg (123 lb)                                 | 1984. november 3.                              | Moszkva, Szovjetunió                           | HC Tornado (RWHL)                              |
| 43                                             | F                                              | Yekaterina Likhachyova                         | 1,71 m (5 ft 7 in)                             | 63 kg (139 lb)                                 | 1998. augusztus 24.                            | Kirovo-Csepeck                                 | SKIF Nizhni Novgorod (RWHL)                    |
| 44                                             | F                                              | Alyona Starovoitova                            | 1,73 m (5 ft 8 in)                             | 67 kg (148 lb)                                 | 1999. október 22.                              | Moszkva                                        | HC Tornado (RWHL)                              |
| 59                                             | F                                              | Jelena Dergacsova – A                          | 1,59 m (5 ft 3 in)                             | 55 kg (121 lb)                                 | 1995. november 8.                              | Moszkva                                        | HC Tornado (RWHL)                              |
| 68                                             | F                                              | Alevtina Shtaryova                             | 1,73 m (5 ft 8 in)                             | 67 kg (148 lb)                                 | 1997. február 9.                               | Moszkva                                        | HC Tornado                                     |
| 73                                             | F                                              | Viktorija Kulisova                             | 1,70 m (5 ft 7 in)                             | 60 kg (132 lb)                                 | 1999. augusztus 12.                            | Tyumeny                                        | SKIF Nizhny Novgorod (RWHL)                    |
| 76                                             | D                                              | Yekaterina Nikolayeva                          | 1,67 m (5 ft 6 in)                             | 65 kg (143 lb)                                 | 1995. október 5.                               | Szaratov                                       | HC Dinamo Saint Petersburg (RWHL)              |
| 88                                             | F                                              | Jekatyerina Szmolina                           | 1,62 m (5 ft 4 in)                             | 62 kg (137 lb)                                 | 1988. október 8.                               | Uszty-Kamenogorszk, Szovjetunió                | HC Dinamo Saint Petersburg (RWHL)              |
| 92                                             | G                                              | Nagyezsda Morozova                             | 1,70 m (5 ft 7 in)                             | 85 kg (187 lb)                                 | 1996. november 29.                             | Moszkva                                        | Biryusa Krasnoyarsk (RWHL)                     |
| 94                                             | F                                              | Yevgenia Dyupina                               | 1,71 m (5 ft 7 in)                             | 62 kg (137 lb)                                 | 1994. június 30.                               | Glazov                                         | HC Dinamo Saint Petersburg (RWHL)              |
| 97                                             | F                                              | Anna Sohina                                    | 1,70 m (5 ft 7 in)                             | 69 kg (152 lb)                                 | 1997. június 23.                               | Novosinkovo                                    | HC Tornado (RWHL)                              |

Csoportkör
A csoport
| Hely. | Csapat                 | M | Gy | HGy | HV | V | G+ | G– | Gk  | P | Továbbjutás                  |
| ----- | ---------------------- | - | -- | --- | -- | - | -- | -- | --- | - | ---------------------------- |
| 1.    | Kanada                 | 3 | 3  | 0   | 0  | 0 | 11 | 2  | +9  | 9 | Továbbjutott az elődöntőbe   |
| 2.    | Egyesült Államok       | 3 | 2  | 0   | 0  | 1 | 9  | 3  | +6  | 6 | Továbbjutott az elődöntőbe   |
| 3.    | Finnország             | 3 | 1  | 0   | 0  | 2 | 7  | 8  | −1  | 3 | Továbbjutott a negyeddöntőbe |
| 4.    | Oroszország versenyzői | 3 | 0  | 0   | 0  | 3 | 1  | 15 | −14 | 0 | Továbbjutott a negyeddöntőbe |

| 2018. február 11. 21:10 (13:10) | Kanada (CAN) | 5–0 (0–0, 3–0, 2–0) | Olimpikonok Oroszországból (OAR) | Kwandong Hockey Center, Phjongcshang Nézőszám: 3912 |

| Jegyzőkönyv | Jegyzőkönyv        | Jegyzőkönyv | Jegyzőkönyv                                | Jegyzőkönyv                                                                              |
| --- | ------------------ | ----------- | ------------------------------------------ | ---------------------------------------------------------------------------------------- |
| | Ann-Renée Desbiens | Kapusok     | Nagyezsda Morozova Nagyezsda Alekszandrova | Játékvezetők: Nikoleta Celárová Katarina Timglas Vonalbírók: Jenni Heikkinen Lisa Linnek |
| \| Johnston (Jenner, Saulnier) – 21:55 \| 1–0 \| \| \| Irwin (Johnston) (PP) – 24:13 \| 2–0 \| \| \| Daoust (Agosta, Poulin) – 35:58 \| 3–0 \| \| \| Johnston (Lacquette, Poulin) (PP2) – 48:41 \| 4–0 \| \| \| Daoust (Poulin) – 50:44 \| 5–0 \| \| |                    |             |                                            | Játékvezetők: Nikoleta Celárová Katarina Timglas Vonalbírók: Jenni Heikkinen Lisa Linnek |
| 4 perc | Büntetések         | 14 perc     |                                            | Játékvezetők: Nikoleta Celárová Katarina Timglas Vonalbírók: Jenni Heikkinen Lisa Linnek |
| 48 | Lövések            | 18          |                                            | Játékvezetők: Nikoleta Celárová Katarina Timglas Vonalbírók: Jenni Heikkinen Lisa Linnek |
| Johnston (Jenner, Saulnier) – 21:55 | 1–0                |             |                                            | Játékvezetők: Nikoleta Celárová Katarina Timglas Vonalbírók: Jenni Heikkinen Lisa Linnek |
| Irwin (Johnston) (PP) – 24:13 | 2–0                |             |                                            | Játékvezetők: Nikoleta Celárová Katarina Timglas Vonalbírók: Jenni Heikkinen Lisa Linnek |
| Daoust (Agosta, Poulin) – 35:58 | 3–0                |             |                                            | Játékvezetők: Nikoleta Celárová Katarina Timglas Vonalbírók: Jenni Heikkinen Lisa Linnek |
| Johnston (Lacquette, Poulin) (PP2) – 48:41 | 4–0                |             |                                            |                                                                                          |
| Daoust (Poulin) – 50:44 | 5–0                |             |                                            |                                                                                          |

| 2018. február 13. 21:10 (13:10) | Egyesült Államok (USA) | 5–0 (1–0, 3–0, 1–0) | Olimpikonok Oroszországból (OAR) | Kwandong Hockey Center, Phjongcshang Nézőszám: 3797 |

| Jegyzőkönyv | Jegyzőkönyv    | Jegyzőkönyv | Jegyzőkönyv                            | Jegyzőkönyv                                                                                          |
| --- | -------------- | ----------- | -------------------------------------- | --- |
| | Nicole Hensley | Kapusok     | Valerija Tarakanova Nagyezsda Morozova | Játékvezetők: Gabrielle Ariano-Lortie Gabriella Gran Vonalbírók: Zuzana Svobodová Johanna Tauriainen |
| \| Bellamy (Lamoureux-Davidson, Marvin) – 08:02 \| 1–0 \| \| \| Lamoureux-Davidson (Lamoureux-Morando) – 31:46 \| 2–0 \| \| \| Lamoureux-Davidson – 31:52 \| 3–0 \| \| \| Marvin (Pelkey, Duggan) – 34:38 \| 4–0 \| \| \| Brandt (Cameranesi, Keller) – 58:23 \| 5–0 \| \| |                |             |                                        | Játékvezetők: Gabrielle Ariano-Lortie Gabriella Gran Vonalbírók: Zuzana Svobodová Johanna Tauriainen |
| 2 perc | Büntetések     | 6 perc      |                                        | Játékvezetők: Gabrielle Ariano-Lortie Gabriella Gran Vonalbírók: Zuzana Svobodová Johanna Tauriainen |
| 50 | Lövések        | 13          |                                        | Játékvezetők: Gabrielle Ariano-Lortie Gabriella Gran Vonalbírók: Zuzana Svobodová Johanna Tauriainen |
| Bellamy (Lamoureux-Davidson, Marvin) – 08:02 | 1–0            |             |                                        | Játékvezetők: Gabrielle Ariano-Lortie Gabriella Gran Vonalbírók: Zuzana Svobodová Johanna Tauriainen |
| Lamoureux-Davidson (Lamoureux-Morando) – 31:46 | 2–0            |             |                                        | Játékvezetők: Gabrielle Ariano-Lortie Gabriella Gran Vonalbírók: Zuzana Svobodová Johanna Tauriainen |
| Lamoureux-Davidson – 31:52 | 3–0            |             |                                        | Játékvezetők: Gabrielle Ariano-Lortie Gabriella Gran Vonalbírók: Zuzana Svobodová Johanna Tauriainen |
| Marvin (Pelkey, Duggan) – 34:38 | 4–0            |             |                                        | |
| Brandt (Cameranesi, Keller) – 58:23 | 5–0            |             |                                        | |

| 2018. február 15. 16:40 (8:40) | Olimpikonok Oroszországból (OAR) | 1–5 (0–1, 0–2, 1–2) | Finnország (FIN) | Kwandong Hockey Center, Phjongcshang Nézőszám: 3353 |

| Jegyzőkönyv | Jegyzőkönyv        | Jegyzőkönyv                                  | Jegyzőkönyv | Jegyzőkönyv                                                                       |
| --- | ------------------ | -------------------------------------------- | ----------- | --------------------------------------------------------------------------------- |
| | Nagyezsda Morozova | Kapusok                                      | Noora Räty  | Játékvezetők: Nicole Hertrich Melissa Szkola Vonalbírók: Lisa Linnek Justine Todd |
| \| \| 0–1 \| 17:47 – Karvinen (Hiirikoski) (PP) \| \| \| 0–2 \| 20:20 – Karvinen (Nuutinen, Välilä) \| \| \| 0–3 \| 39:08 – Välilä \| \| Sohina (Beljakova) – 44:50 \| 1–3 \| \| \| \| 1–4 \| 52:49 – Tuominen (Hiirikoski, Nieminen) (PP) \| \| \| 1–5 \| 55:33 – Nieminen \| |                    |                                              |             | Játékvezetők: Nicole Hertrich Melissa Szkola Vonalbírók: Lisa Linnek Justine Todd |
| 8 perc | Büntetések         | 4 perc                                       |             | Játékvezetők: Nicole Hertrich Melissa Szkola Vonalbírók: Lisa Linnek Justine Todd |
| 25 | Lövések            | 37                                           |             | Játékvezetők: Nicole Hertrich Melissa Szkola Vonalbírók: Lisa Linnek Justine Todd |
| | 0–1                | 17:47 – Karvinen (Hiirikoski) (PP)           |             | Játékvezetők: Nicole Hertrich Melissa Szkola Vonalbírók: Lisa Linnek Justine Todd |
| | 0–2                | 20:20 – Karvinen (Nuutinen, Välilä)          |             | Játékvezetők: Nicole Hertrich Melissa Szkola Vonalbírók: Lisa Linnek Justine Todd |
| | 0–3                | 39:08 – Välilä                               |             | Játékvezetők: Nicole Hertrich Melissa Szkola Vonalbírók: Lisa Linnek Justine Todd |
| Sohina (Beljakova) – 44:50 | 1–3                |                                              |             |                                                                                   |
| | 1–4                | 52:49 – Tuominen (Hiirikoski, Nieminen) (PP) |             |                                                                                   |
| | 1–5                | 55:33 – Nieminen                             |             |                                                                                   |

Negyeddöntő
| 2018. február 17. 12:10 (4:10) | Olimpikonok Oroszországból (OAR) | 6–2 (1–0, 2–2, 3–0) | Svájc (SUI) | Kwandong Hockey Center, Phjongcshang Nézőszám: 3903 |

| Jegyzőkönyv | Jegyzőkönyv        | Jegyzőkönyv                         | Jegyzőkönyv        | Jegyzőkönyv                                                                                          |
| --- | ------------------ | ----------------------------------- | ------------------ | --- |
| | Nagyezsda Morozova | Kapusok                             | Florence Schelling | Játékvezetők: Nikoleta Celárová Gabriella Gran Vonalbírók: Charlotte Girard-Fabre Johanna Tauriainen |
| \| Sohina (SH2) – 07:22 \| 1–0 \| \| \| \| 1–1 \| 20:48 – Müller (Meier) \| \| \| 1–2 \| 31:47 – Stalder (Stänz, Meier) (PP) \| \| Kulisova (Szmolina) – 33:53 \| 2–2 \| \| \| Ganyejeva (Sohina) (PP) – 38:53 \| 3–2 \| \| \| Dergacsova (Sohina) – 47:36 \| 4–2 \| \| \| Sohina (Dergacsova) (PP) – 53:25 \| 5–2 \| \| \| Szoszina (SH, ENG) – 59:08 \| 6–2 \| \| |                    |                                     |                    | Játékvezetők: Nikoleta Celárová Gabriella Gran Vonalbírók: Charlotte Girard-Fabre Johanna Tauriainen |
| 12 perc | Büntetések         | 8 perc                              |                    | Játékvezetők: Nikoleta Celárová Gabriella Gran Vonalbírók: Charlotte Girard-Fabre Johanna Tauriainen |
| 21 | Lövések            | 19                                  |                    | Játékvezetők: Nikoleta Celárová Gabriella Gran Vonalbírók: Charlotte Girard-Fabre Johanna Tauriainen |
| Sohina (SH2) – 07:22 | 1–0                |                                     |                    | Játékvezetők: Nikoleta Celárová Gabriella Gran Vonalbírók: Charlotte Girard-Fabre Johanna Tauriainen |
| | 1–1                | 20:48 – Müller (Meier)              |                    | Játékvezetők: Nikoleta Celárová Gabriella Gran Vonalbírók: Charlotte Girard-Fabre Johanna Tauriainen |
| | 1–2                | 31:47 – Stalder (Stänz, Meier) (PP) |                    | Játékvezetők: Nikoleta Celárová Gabriella Gran Vonalbírók: Charlotte Girard-Fabre Johanna Tauriainen |
| Kulisova (Szmolina) – 33:53 | 2–2                |                                     |                    | |
| Ganyejeva (Sohina) (PP) – 38:53 | 3–2                |                                     |                    | |
| Dergacsova (Sohina) – 47:36 | 4–2                |                                     |                    | |
| Sohina (Dergacsova) (PP) – 53:25 | 5–2                |                                     |                    | |
| Szoszina (SH, ENG) – 59:08 | 6–2                |                                     |                    | |

Elődöntő
| 2018. február 19. 21:10 (13:10) | Kanada (CAN) | 5–0 (1–0, 1–0, 3–0) | Olimpikonok Oroszországból (OAR) | Kwandong Hockey Center, Phjongcshang Nézőszám: 3396 |

| Jegyzőkönyv | Jegyzőkönyv      | Jegyzőkönyv | Jegyzőkönyv                                 | Jegyzőkönyv                                                                        |
| --- | ---------------- | ----------- | ------------------------------------------- | ---------------------------------------------------------------------------------- |
| | Shannon Szabados | Kapusok     | Valerija Tarakanova Nagyezsda Alekszandrova | Játékvezetők: Katie Guay Melissa Szkola Vonalbírók: Lisa Linnek Johanna Tauriainen |
| \| Wakefield (Spooner, Turnbull) – 01:50 \| 1–0 \| \| \| Poulin (Daoust) – 23:10 \| 2–0 \| \| \| Wakefield (Fortino, Turnbull) – 41:59 \| 3–0 \| \| \| Clark (Stacey, Mikkelson) – 42:30 \| 4–0 \| \| \| Johnston (Daoust, Irwin) (PP) – 54:08 \| 5–0 \| \| |                  |             |                                             | Játékvezetők: Katie Guay Melissa Szkola Vonalbírók: Lisa Linnek Johanna Tauriainen |
| 4 perc | Büntetések       | 16 perc     |                                             | Játékvezetők: Katie Guay Melissa Szkola Vonalbírók: Lisa Linnek Johanna Tauriainen |
| 47 | Lövések          | 14          |                                             | Játékvezetők: Katie Guay Melissa Szkola Vonalbírók: Lisa Linnek Johanna Tauriainen |
| Wakefield (Spooner, Turnbull) – 01:50 | 1–0              |             |                                             | Játékvezetők: Katie Guay Melissa Szkola Vonalbírók: Lisa Linnek Johanna Tauriainen |
| Poulin (Daoust) – 23:10 | 2–0              |             |                                             | Játékvezetők: Katie Guay Melissa Szkola Vonalbírók: Lisa Linnek Johanna Tauriainen |
| Wakefield (Fortino, Turnbull) – 41:59 | 3–0              |             |                                             | Játékvezetők: Katie Guay Melissa Szkola Vonalbírók: Lisa Linnek Johanna Tauriainen |
| Clark (Stacey, Mikkelson) – 42:30 | 4–0              |             |                                             |                                                                                    |
| Johnston (Daoust, Irwin) (PP) – 54:08 | 5–0              |             |                                             |                                                                                    |

Bronzmérkőzés
| 2018. február 21. 16:40 (8:40) | Finnország (FIN) | 5−0 (2−0, 2−0, 1−0) | Olimpikonok Oroszországból (OAR) | Kwandong Hockey Center, Phjongcshang Nézőszám: 5173 |

| Jegyzőkönyv | Jegyzőkönyv   | Jegyzőkönyv | Jegyzőkönyv | Jegyzőkönyv                                                                           |
| --- | ------------- | ----------- | ----------- | ------------------------------------------------------------------------------------- |
| | Maddie Rooney | Kapusok     | Noora Räty  | Játékvezetők: Nikoleta Celárová Nicole Hertrich Vonalbírók: Nataša Pagon Justine Todd |
| \| Marvin (Duggan, Pelkey) − 02:25 \| 1−0 \| \| \| Cameranesi − 18:38 \| 2−0 \| \| \| Lamoureux-Davidson (Pannek, Cameranesi) (PP2) – 33:21 \| 3−0 \| \| \| Knight (Morin, Coyne) (PP) − 33:55 \| 4−0 \| \| \| Cameranesi (Brandt, Kessel) (PP) – 40:45 \| 5–0 \| \| |               |             |             | Játékvezetők: Nikoleta Celárová Nicole Hertrich Vonalbírók: Nataša Pagon Justine Todd |
| 6 perc | Büntetések    | 12 perc     |             | Játékvezetők: Nikoleta Celárová Nicole Hertrich Vonalbírók: Nataša Pagon Justine Todd |
| 38 | Lövések       | 14          |             | Játékvezetők: Nikoleta Celárová Nicole Hertrich Vonalbírók: Nataša Pagon Justine Todd |
| Marvin (Duggan, Pelkey) − 02:25 | 1−0           |             |             | Játékvezetők: Nikoleta Celárová Nicole Hertrich Vonalbírók: Nataša Pagon Justine Todd |
| Cameranesi − 18:38 | 2−0           |             |             | Játékvezetők: Nikoleta Celárová Nicole Hertrich Vonalbírók: Nataša Pagon Justine Todd |
| Lamoureux-Davidson (Pannek, Cameranesi) (PP2) – 33:21 | 3−0           |             |             | Játékvezetők: Nikoleta Celárová Nicole Hertrich Vonalbírók: Nataša Pagon Justine Todd |
| Knight (Morin, Coyne) (PP) − 33:55 | 4−0           |             |             |                                                                                       |
| Cameranesi (Brandt, Kessel) (PP) – 40:45 | 5–0           |             |             |                                                                                       |

| Csapat                           | Helyezés |
| -------------------------------- | -------- |
| Olimpikonok Oroszországból (OAR) | 4.       |

## Műkorcsolya
| Versenyző                              | Versenyszám  | Rövid program | Rövid program | Kűr    | Kűr   | Összesítés | Összesítés |
| Versenyző                              | Versenyszám  | Pont          | Hely.         | Pont   | Hely. | Pont       | Helyezés   |
| -------------------------------------- | ------------ | ------------- | ------------- | ------ | ----- | ---------- | ---------- |
| Dmitrij Alijev                         | Férfi egyéni | 98,98         | 5.            | 168,53 | 13.   | 267,51     | 7.         |
| Mihail Koljada                         | Férfi egyéni | 86,69         | 8.            | 177,56 | 7.    | 264,25     | 8.         |
| Jevgenyija Medvegyeva                  | Női egyéni   | 81,61         | 2.            | 156,65 | 1.    | 238,26     |            |
| Maria Sotskova                         | Női egyéni   | 63,86         | 12.           | 134,24 | 7.    | 198,10     | 8.         |
| Alina Zagitova                         | Női egyéni   | 82,92         | 1.            | 156,65 | 2.    | 239,57     |            |
| Krisztyina Asztahova Alekszej Rogonov  | Páros        | 70,52         | 10.           | 123,93 | 13.   | 194,45     | 12.        |
| Jevgenyija Taraszova Vlagyimir Morozov | Páros        | 81,68         | 2.            | 143,25 | 4.    | 224,93     | 4.         |
| Natalja Zabijako Alekszandr Enbert     | Páros        | 74,35         | 8.            | 138,53 | 7.    | 212,88     | 7.         |
| Jekatyerina Bobrova Dmitrij Szolovjov  | Jégtánc      | 75,47         | 6.            | 111,45 | 4.    | 186,92     | 5.         |
| Tiffany Zahorski Jonathan Guerreiro    | Jégtánc      | 66,47         | 13.           | 95,77  | 14.   | 162,24     | 13.        |

Csapat
| Versenyző | Versenyszám   | Rövid program    | Rövid program    | Rövid program    | Rövid program    | Rövid program | Rövid program | Kűr              | Kűr              | Kűr              | Kűr              | Kűr        | Kűr        |
| Versenyző | Versenyszám   | Férfi            | Női              | Páros            | Jégtánc          | Összesítés    | Összesítés    | Férfi            | Női              | Páros            | Jégtánc          | Összesítés | Összesítés |
| Versenyző | Versenyszám   | Pont Csapat pont | Pont Csapat pont | Pont Csapat pont | Pont Csapat pont | Pont          | Hely.         | Pont Csapat pont | Pont Csapat pont | Pont Csapat pont | Pont Csapat pont | Pont       | Helyezés   |
| --- | ------------- | ---------------- | ---------------- | ---------------- | ---------------- | ------------- | ------------- | ---------------- | ---------------- | ---------------- | ---------------- | ---------- | ---------- |
| Mihail Koljada (F) Jevgenyija Medvegyeva (N) (RP) Jevgenyija Taraszova Vlagyimir Morozov (P) (RP) Jekatyerina Bobrova Dmitrij Szolovjov (J) Natalja Zabijako Alekszandr Enbert (P) (K) Alina Zagitova (N) (K) | Csapatverseny | 74,36 3          | 81,06 10         | 80,92 10         | 74,76 8          | 31            | 2.            | 173,57 9         | 158,08 10        | 133,28 8         | 110,43 8         | 66         |            |

## Rövidpályás gyorskorcsolya
Férfi
| Versenyző            | Versenyszám | Előfutam | Előfutam | Negyeddöntő | Negyeddöntő | Elődöntő | Elődöntő | B döntő  | B döntő | Döntő    | Döntő   | Helyezés |
| Versenyző            | Versenyszám | Idő      | Hely.    | Idő         | Hely.       | Idő      | Hely.    | Idő      | Hely.   | Idő      | Hely.   | Helyezés |
| -------------------- | ----------- | -------- | -------- | ----------- | ----------- | -------- | -------- | -------- | ------- | -------- | ------- | -------- |
| Szemjon Jelisztratov | 500 m       | 40,829   | 3.       | kiesett     | kiesett     | kiesett  | kiesett  | kiesett  | kiesett | kiesett  | kiesett | 20.      |
| Szemjon Jelisztratov | 1000 m      | 1:23,979 | 2.       | 1:23,893    | 1.          | 1:26,773 | 4.       | 1:27,621 |         |          | 2.      | 6.       |
| Szemjon Jelisztratov | 1500 m      | 2:13,087 | 3.       |             |             | 2:11,003 | 1.       |          |         | 2:10,687 | 3.      |          |
| Pavel Szitnyikov     | 500 m       | kizárták | kizárták | kiesett     | kiesett     | kiesett  | kiesett  | kiesett  | kiesett | kiesett  | kiesett | –        |
| Pavel Szitnyikov     | 1000 m      | kizárták | kizárták | kiesett     | kiesett     | kiesett  | kiesett  | kiesett  | kiesett | kiesett  | kiesett | –        |
| Pavel Szitnyikov     | 1500 m      | 2:33,653 | 4.       |             |             | kiesett  | kiesett  | kiesett  | kiesett | kiesett  | kiesett | 27.      |
| Alekszandr Sulginov  | 500 m       | 40,585   | 2.       | 54,498      | 4.          | kiesett  | kiesett  | kiesett  | kiesett | kiesett  | kiesett | 15.      |
| Alekszandr Sulginov  | 1000 m      | 1:31,133 | 4.       | kiesett     | kiesett     | kiesett  | kiesett  | kiesett  | kiesett | kiesett  | kiesett | 27.      |
| Alekszandr Sulginov  | 1500 m      | 2:19,308 | 6.       |             |             | kiesett  | kiesett  | kiesett  | kiesett | kiesett  | kiesett | 32.      |

Női
| Versenyző                                                                               | Versenyszám  | Előfutam | Előfutam | Negyeddöntő | Negyeddöntő | Elődöntő | Elődöntő | B döntő    | B döntő | Döntő   | Döntő   | Helyezés |
| Versenyző                                                                               | Versenyszám  | Idő      | Hely.    | Idő         | Hely.       | Idő      | Hely.    | Idő        | Hely.   | Idő     | Hely.   | Helyezés |
| --------------------------------------------------------------------------------------- | ------------ | -------- | -------- | ----------- | ----------- | -------- | -------- | ---------- | ------- | ------- | ------- | -------- |
| Jekatyerina Jefremenkova                                                                | 1000 m       | 1:29,598 | 2.       | 1:29,466    | 3.          | kiesett  | kiesett  | kiesett    | kiesett | kiesett | kiesett | 10.      |
| Jekatyerina Jefremenkova                                                                | 1500 m       | kizárták | kizárták |             |             | kiesett  | kiesett  | kiesett    | kiesett | kiesett | kiesett | –        |
| Emina Malagics                                                                          | 500 m        | 56,830   | 3.       | kiesett     | kiesett     | kiesett  | kiesett  | kiesett    | kiesett | kiesett | kiesett | 23.      |
| Szofija Proszvirnova                                                                    | 500 m        | 43,376   | 1.       | 43,466      | 1.          | 43,219   | 3.       | idő nélkül | 1.      |         |         | 5.       |
| Szofija Proszvirnova                                                                    | 1000 m       | kizárták | kizárták |             |             | kiesett  | kiesett  | kiesett    | kiesett | kiesett | kiesett | –        |
| Szofija Proszvirnova                                                                    | 1500 m       | 2:25,553 | 4.       |             |             | kiesett  | kiesett  | kiesett    | kiesett | kiesett | kiesett | 21.      |
| Jekatyerina Konsztantyinova Emina Malagics Szofja Proszvirnova Jekatyerina Jefremenkova | 3000 m váltó |          |          |             |             | 4:21,973 | 4.       | 4:08,838   | 3.      |         |         | 5.       |

## Síakrobatika
Ugrás
| Versenyző               | Versenyszám | Selejtező  | Selejtező  | Selejtező  | Selejtező  | Döntő      | Döntő      | Döntő      | Döntő      | Döntő      | Helyezés |
| Versenyző               | Versenyszám | 1. forduló | 1. forduló | 2. forduló | 2. forduló | 1. forduló | 1. forduló | 2. forduló | 2. forduló | 3. forduló | Helyezés |
| Versenyző               | Versenyszám | Pont       | Hely.      | Pont       | Hely.      | Pont       | Hely.      | Pont       | Hely.      | Pont       | Helyezés |
| ----------------------- | ----------- | ---------- | ---------- | ---------- | ---------- | ---------- | ---------- | ---------- | ---------- | ---------- | -------- |
| Ilja Burov              | Férfi       | 123,98     | 8.         | 126,55     | 1.         | 122,13     | 6.         | 123,53     | 6.         | 122,17     |          |
| Makszim Burov           | Férfi       | 117,65     | 12.        | 116,37     | 9.         | kiesett    | kiesett    | kiesett    | kiesett    | kiesett    | 15.      |
| Pavel Krotov            | Férfi       | 124,89     | 5.         | kiemelt    | kiemelt    | 126,11     | 2.         | 124,89     | 5.         | 103,17     | 4.       |
| Sztanyiszlav Nyikityin  | Férfi       | 70,59      | 25.        | 111,06     | 12.        | kiesett    | kiesett    | kiesett    | kiesett    | kiesett    | 18.      |
| Alina Gridnyeva         | Női         | 60,16      | 20.        | 60,98      | 15.        | kiesett    | kiesett    | kiesett    | kiesett    | kiesett    | 21.      |
| Ljubov Nyikityina       | Női         | 88,83      | 8.         | 84,24      | 4.         | 85,68      | 7.         | 80,01      | 7.         | kiesett    | 7.       |
| Alekszandra Orlova      | Női         | 102,22     | 1.         | kiemelt    | kiemelt    | 89,28      | 5.         | 61,25      | 8.         | kiesett    | 8.       |
| Krisztyina Szpiridonova | Női         | 97,64      | 4.         | kiemelt    | kiemelt    | 57,64      | 11.        | kiesett    | kiesett    | kiesett    | 11.      |

Félcső
| Versenyző          | Versenyszám | Selejtező | Selejtező | Selejtező     | Selejtező | Döntő    | Döntő    | Döntő    | Döntő         | Döntő    |
| Versenyző          | Versenyszám | 1. futam  | 2. futam  | Jobb eredmény | Hely.     | 1. futam | 2. futam | 3. futam | Jobb eredmény | Helyezés |
| ------------------ | ----------- | --------- | --------- | ------------- | --------- | -------- | -------- | -------- | ------------- | -------- |
| Pavel Csupa        | Férfi       | 46,80     | 25,80     | 46,80         | 24.       | kiesett  | kiesett  | kiesett  | kiesett       | kiesett  |
| Valerija Gyemidova | Női         | 71,00     | 73,60     | 73,60         | 10.       | 79,00    | 80,60    | 77,60    | 80,60         | 6.       |

Mogul
| Versenyző               | Versenyszám | Selejtező | Selejtező | Selejtező | Selejtező | Selejtező | Selejtező | Selejtező | Selejtező | Döntő    | Döntő    | Döntő    | Döntő    | Döntő    | Döntő    | Döntő    | Döntő    | Döntő    | Döntő    | Döntő    | Helyezés |
| Versenyző               | Versenyszám | 1. futam  | 1. futam  | 1. futam  | 1. futam  | 2. futam  | 2. futam  | 2. futam  | 2. futam  | 1. futam | 1. futam | 1. futam | 1. futam | 2. futam | 2. futam | 2. futam | 2. futam | 3. futam | 3. futam | 3. futam | Helyezés |
| Versenyző               | Versenyszám | Idő       | Pont      | Össz.     | Hely.     | Idő       | Pont      | Össz.     | Hely.     | Idő      | Pont     | Össz.    | Hely.    | Idő      | Pont     | Össz.    | Hely.    | Idő      | Pont     | Össz.    | Helyezés |
| ----------------------- | ----------- | --------- | --------- | --------- | --------- | --------- | --------- | --------- | --------- | -------- | -------- | -------- | -------- | -------- | -------- | -------- | -------- | -------- | -------- | -------- | -------- |
| Alekszandr Szmisljaev   | Férfi       | 24,78     | 65,61     | 83,93     | 2.        | kiemelt   | kiemelt   | kiemelt   | kiemelt   | 25,49    | 60,18    | 74,57    | 15.      | kiesett  | kiesett  | kiesett  | kiesett  | kiesett  | kiesett  | kiesett  | 15.      |
| Marika Pertahija        | Női         | 30,37     | 56,65     | 70,43     | 12.       | 36,98     | 24,59     | 30,92     | 7.        | 30,52    | 58,04    | 71,65    | 16.      | kiesett  | kiesett  | kiesett  | kiesett  | kiesett  | kiesett  | kiesett  | 16.      |
| Regina Rahimova         | Női         | 31,74     | 59,54     | 71,77     | 11.       | 31,95     | 60,82     | 72,82     | 4.        | 30,92    | 60,42    | 73,58    | 11.      | 30,87    | 60,34    | 73,55    | 10.      | kiesett  | kiesett  | kiesett  | 10.      |
| Jekatyerina Sztoljarova | Női         | 30,82     | 54,42     | 67,69     | 20.       | 30,63     | 59,92     | 73,40     | 2.        | 30,52    | 59,62    | 73,23    | 12.      | 30,48    | 59,09    | 72,74    | 11.      | kiesett  | kiesett  | kiesett  | 11.      |

Krossz
| Versenyző             | Versenyszám | Selejtező | Selejtező | Nyolcaddöntő | Negyeddöntő   | Elődöntő | Döntő    | Helyezés |
| Versenyző             | Versenyszám | Idő       | Hely.     | Helyezés     | Helyezés      | Helyezés | Helyezés | Helyezés |
| --------------------- | ----------- | --------- | --------- | ------------ | ------------- | -------- | -------- | -------- |
| Szemjon Gyenscsikov   | Férfi       | 1:10,86   | 27.       | 2.           | 3.            | kiesett  | kiesett  | 11.      |
| Jegor Korotkov        | Férfi       | 1:10,39   | 23.       | 4.           | kiesett       | kiesett  | kiesett  | 27.      |
| Igor Omelin           | Férfi       | 1:10,24   | 17.       | 3.           | kiesett       | kiesett  | kiesett  | 21.      |
| Szergej Ridzik        | Férfi       | 1:09,21   | 2.        | 2.           | 1.            | 2.       | 3.       |          |
| Anastasiia Chirtcova  | Női         | 1:15,83   | 15.       | 2.           | nem ért célba | kiesett  | kiesett  | 15.      |
| Victoria Zavadovskaya | Női         | 1:16,80   | 19.       | 3.           | kiesett       | kiesett  | kiesett  | 20.      |

Slopestyle
| Versenyző             | Versenyszám | Selejtező | Selejtező | Selejtező     | Selejtező | Döntő    | Döntő    | Döntő    | Döntő         | Döntő    |
| Versenyző             | Versenyszám | 1. futam  | 2. futam  | Jobb eredmény | Hely.     | 1. futam | 2. futam | 3. futam | Jobb eredmény | Helyezés |
| --------------------- | ----------- | --------- | --------- | ------------- | --------- | -------- | -------- | -------- | ------------- | -------- |
| Lana Pruszakova       | Női         | 42,20     | 70,60     | 70,60         | 14.       | kiesett  | kiesett  | kiesett  | kiesett       | 14.      |
| Anasztaszija Tatalina | Női         | 27,40     | 81,00     | 81,00         | 8.        | 29,30    | 51,20    | 13,00    | 51,20         | 12.      |

## Sífutás
Távolsági
Férfi
| Versenyző                                                              | Versenyszám     | Klasszikus | Klasszikus | Szabad  | Szabad | Összesen  | Összesen |
| Versenyző                                                              | Versenyszám     | Idő        | Hely.      | Idő     | Hely.  | Idő       | Helyezés |
| ---------------------------------------------------------------------- | --------------- | ---------- | ---------- | ------- | ------ | --------- | -------- |
| Alekszandr Bolsunov                                                    | 50 km           |            |            |         |        | 2:08:40,8 |          |
| Alekszej Cservotkin                                                    | 50 km           |            |            |         |        | 2:13:19,0 | 12.      |
| Andrej Larkov                                                          | 15 km           |            |            |         |        | 35:25,1   | 20.      |
| Andrej Larkov                                                          | 30 km           | 41:37,5    | 31.        | 36:38,0 | 29.    | 1:18:50,6 | 29.      |
| Andrej Larkov                                                          | 50 km           |            |            |         |        | 2:10:59,6 |          |
| Andrej Melnyicsenko                                                    | 15 km           |            |            |         |        | 35:02,1   | 14.      |
| Andrej Melnyicsenko                                                    | 30 km           | 41:46,4    | 32.        | 36:30,1 | 24.    | 1:18:50,5 | 28.      |
| Gyenyisz Szpicov                                                       | 15 km           |            |            |         |        | 34:06,9   |          |
| Gyenyisz Szpicov                                                       | 30 km           | 40:35,0    | 13.        | 35:26,5 | 3.     | 1:16:32,7 | 4.       |
| Gyenyisz Szpicov                                                       | 50 km           |            |            |         |        | 2:16:24,6 | 18.      |
| Alekszej Vicenko                                                       | 15 km           |            |            |         |        | 36:46,4   | 46.      |
| Alekszej Vicenko                                                       | 30 km           | 41:09,2    | 20.        | 36:20,6 | 22.    | 1:18:02,2 | 23.      |
| Alekszandr Bolsunov Alekszej Cservotkin Andrej Larkov Gyenyisz Szpicov | 4 × 10 km váltó |            |            |         |        | 1:33:14,3 |          |

Női
| Versenyző                                                                      | Versenyszám    | Klasszikus | Klasszikus | Szabad  | Szabad | Összesen  | Összesen |
| Versenyző                                                                      | Versenyszám    | Idő        | Hely.      | Idő     | Hely.  | Idő       | Helyezés |
| ------------------------------------------------------------------------------ | -------------- | ---------- | ---------- | ------- | ------ | --------- | -------- |
| Julija Belorukova                                                              | 15 km          | 22:02,5    | 22.        | 20:15,9 | 22.    | 42:51,0   | 18.      |
| Anna Necsajevszkaja                                                            | 10 km          |            |            |         |        | 26:24,8   | 10.      |
| Natalja Nyeprjajeva                                                            | 15 km          | 21:28,2    | 11.        | 19:21,6 | 8.     | 41:17,9   | 8.       |
| Natalja Nyeprjajeva                                                            | 30 km          |            |            |         |        | 1:32:10,4 | 24.      |
| Anasztaszija Szedova                                                           | 10 km          |            |            |         |        | 26:07,8   | 8.       |
| Anasztaszija Szedova                                                           | 15 km          | 21:43,8    | 19.        | 19:43,2 | 12.    | 41:57,7   | 12.      |
| Anasztaszija Szedova                                                           | 30 km          |            |            |         |        | 1:26:46,8 | 11.      |
| Alisza Zsambalova                                                              | 10 km          |            |            |         |        | 26:57,8   | 17.      |
| Alisza Zsambalova                                                              | 15 km          | 22:34,9    | 28.        | 19:51,9 | 15.    | 42:59,1   | 21.      |
| Alisza Zsambalova                                                              | 30 km          |            |            |         |        | 1:27:27,2 | 15.      |
| Julija Belorukova Anna Necsajevszkaja Natalja Nyeprjajeva Anasztaszija Szedova | 4 × 5 km váltó |            |            |         |        | 52:07,6   |          |

Sprint
| Versenyző                             | Versenyszám         | Selejtező | Selejtező | Negyeddöntő | Negyeddöntő | Elődöntő | Elődöntő | Döntő    | Helyezés |
| Versenyző                             | Versenyszám         | Idő       | Hely.     | Idő         | Hely.       | Idő      | Hely.    | Idő      | Helyezés |
| ------------------------------------- | ------------------- | --------- | --------- | ----------- | ----------- | -------- | -------- | -------- | -------- |
| Alekszandr Bolsunov                   | Férfi egyéni sprint | 3:10,20   | 3.        | 3:08,45     | 1.          | 3:06,63  | 3.       | 3:07,11  |          |
| Andrej Melnyicsenko                   | Férfi egyéni sprint | 3:22,27   | 46.       | kiesett     | kiesett     | kiesett  | kiesett  | kiesett  | 46.      |
| Alekszandr Panzsinszkij               | Férfi egyéni sprint | 3:11,63   | 6.        | 3:11,15     | 4.          | 3:19,05  | 6.       | kiesett  | 11.      |
| Alekszej Vicenko                      | Férfi egyéni sprint | 3:14,56   | 13.       | 3:30,72     | 5.          | kiesett  | kiesett  | kiesett  | 20.      |
| Alekszandr Bolsunov Gyenyisz Szpicov  | Férfi csapatsprint  |           |           |             |             | 15:58,84 | 1.       | 15:57,97 |          |
| Julija Belorukova                     | Női egyéni sprint   | 3:18,26   | 15.       | 3:14,29     | 1.          | 3:10,12  | 1.       | 3:07,21  |          |
| Natalja Nyeprjajeva                   | Női egyéni sprint   | 3:15,65   | 6.        | 3:11,78     | 1.          | 3:10,72  | 3.       | 3:12,98  | 4.       |
| Alisza Zsambalova                     | Női egyéni sprint   | 3:31,53   | 44.       | kiesett     | kiesett     | kiesett  | kiesett  | kiesett  | 44.      |
| Julija Belorukova Natalja Nyeprjajeva | Női csapatsprint    |           |           |             |             | 16:24,63 | 3.       | 16:41,76 | 9.       |

## Síugrás
Férfi
| Versenyző                                                           | Versenyszám   | Selejtező | Selejtező | Selejtező | 1. ugrás | 1. ugrás | 1. ugrás | 2. ugrás | 2. ugrás | 2. ugrás | Összesítés | Összesítés |
| Versenyző                                                           | Versenyszám   | Táv       | Pont      | Hely.     | Táv      | Pont     | Hely.    | Táv      | Pont     | Hely.    | Pont       | Helyezés   |
| ------------------------------------------------------------------- | ------------- | --------- | --------- | --------- | -------- | -------- | -------- | -------- | -------- | -------- | ---------- | ---------- |
| Jevgenyij Klimov                                                    | Normálsánc    | 102,0     | 121,4     | 12.       | 94,5     | 99,0     | 30.      | 81,5     | 69,2     | 30.      | 168,2      | 30.        |
| Jevgenyij Klimov                                                    | Nagysánc      | 136,0     | 111,8     | 16.       | 125,0    | 116,4    | 24.      | 118,0    | 104,2    | 26.      | 220,6      | 26.        |
| Gyenyisz Kornyilov                                                  | Normálsánc    | 94,5      | 107,2     | 28.       | 107,5    | 113,9    | 16.      | 96,5     | 95,7     | 28.      | 209,6      | 24.        |
| Gyenyisz Kornyilov                                                  | Nagysánc      | 129,0     | 101,7     | 26.       | 122,5    | 111,2    | 29.      | 110,5    | 85,1     | 29.      | 196,3      | 29.        |
| Mihail Nazarov                                                      | Normálsánc    | 88,5      | 93,7      | 41.       | 94,5     | 92,1     | 34.      | kiesett  | kiesett  | kiesett  | kiesett    | kiesett    |
| Mihail Nazarov                                                      | Nagysánc      | 122,0     | 92,3      | 33.       | 120,0    | 103,4    | 39.      | kiesett  | kiesett  | kiesett  | kiesett    | kiesett    |
| Alekszej Romasov                                                    | Normálsánc    | 90,0      | 98,5      | 34.       | 94,0     | 91,7     | 37.      | kiesett  | kiesett  | kiesett  | kiesett    | kiesett    |
| Alekszej Romasov                                                    | Nagysánc      | 136,0     | 108,9     | 21.       | 119,0    | 99,8     | 42.      | kiesett  | kiesett  | kiesett  | kiesett    | kiesett    |
| Jevgenyij Klimov Gyenyisz Kornyilov Mihail Nazarov Alekszej Romasov | Csapatverseny |           |           |           | 474,5    | 409,6    | 7.       | 473,0    | 400,2    | 7.       | 809,8      | 7.         |

Női
| Versenyző                 | Versenyszám | Első forduló | Első forduló | Első forduló | Döntő | Döntő | Döntő | Összesítés | Összesítés |
| Versenyző                 | Versenyszám | Táv          | Pont         | Hely.        | Táv   | Pont  | Hely. | Pont       | Helyezés   |
| ------------------------- | ----------- | ------------ | ------------ | ------------ | ----- | ----- | ----- | ---------- | ---------- |
| Irina Avvakumova          | Normálsánc  | 99,0         | 114,7        | 4.           | 102,0 | 116,0 | 5.    | 230,7      | 4.         |
| Anasztaszija Barannyikova | Normálsánc  | 88,0         | 83,7         | 17.          | 82,0  | 65,3  | 29.   | 149,0      | 27.        |
| Alekszandra Kusztova      | Normálsánc  | 85,0         | 77,3         | 21.          | 85,5  | 75,0  | 28.   | 152,3      | 24.        |
| Szofja Tyihonova          | Normálsánc  | 86,5         | 75,0         | 24.          | 86,0  | 75,8  | 25.   | 150,8      | =25.       |

## Snowboard
Akrobatika
Férfi
| Versenyző           | Versenyszám | Selejtező | Selejtező | Selejtező     | Selejtező | Döntő    | Döntő    | Döntő    | Döntő         | Helyezés |
| Versenyző           | Versenyszám | 1. futam  | 2. futam  | Jobb eredmény | Hely.     | 1. futam | 2. futam | 3. futam | Jobb eredmény | Helyezés |
| ------------------- | ----------- | --------- | --------- | ------------- | --------- | -------- | -------- | -------- | ------------- | -------- |
| Nyikita Avtanyejev  | Halfpipe    | 63,25     | 32,75     | 63,25         | 20.       | kiesett  | kiesett  | kiesett  | kiesett       | 20.      |
| Vlagyiszlav Hadarin | Big air     | 83,75     | 79,25     | 83,75         | 11.       | kiesett  | kiesett  | kiesett  | kiesett       | 20.      |
| Vlagyiszlav Hadarin | Slopestyle  | 23,05     | 64,16     | 64,16         | 11.       | kiesett  | kiesett  | kiesett  | kiesett       | 19.      |
| Anton Mamajev       | Big air     | 29,00     | 42,75     | 42,75         | 16.       | kiesett  | kiesett  | kiesett  | kiesett       | 32.      |

Női
| Versenyző        | Versenyszám | Selejtező | Selejtező | Selejtező     | Selejtező | Döntő    | Döntő    | Döntő    | Döntő         | Helyezés |
| Versenyző        | Versenyszám | 1. futam  | 2. futam  | Jobb eredmény | Hely.     | 1. futam | 2. futam | 3. futam | Jobb eredmény | Helyezés |
| ---------------- | ----------- | --------- | --------- | ------------- | --------- | -------- | -------- | -------- | ------------- | -------- |
| Szofja Fjodorova | Big air     | 64,00     | 23,25     | 64,00         | 21.       | kiesett  | kiesett  | kiesett  | kiesett       | 21.      |
| Szofja Fjodorova | Slopestyle  | törölve   | törölve   | törölve       | törölve   | 27,53    | 65,73    | törölve  | 65,73         | 8.       |

Parallel giant slalom
| Versenyző              | Versenyszám | Selejtező | Selejtező | Nyolcaddöntő                       | Negyeddöntő                 | Elődöntő                            | Döntő                                                      | Helyezés |
| Versenyző              | Versenyszám | Idő       | Hely.     | Ellenfél Eredmény                  | Ellenfél Eredmény           | Ellenfél Eredmény                   | Ellenfél Eredmény                                          | Helyezés |
| ---------------------- | ----------- | --------- | --------- | ---------------------------------- | --------------------------- | ----------------------------------- | ---------------------------------------------------------- | -------- |
| Dmitrij Loginov        | Férfi       | 1:31,00   | 32.       | kiesett                            | kiesett                     | kiesett                             | kiesett                                                    | 32.      |
| Dmitrij Szarszembajev  | Férfi       | 1:25,74   | 14.       | Lee Sang-ho (KOR) · V +0,54        | kiesett                     | kiesett                             | kiesett                                                    | 14.      |
| Andrej Szobolev        | Férfi       | 1:25,99   | 18.       | kiesett                            | kiesett                     | kiesett                             | kiesett                                                    | 18.      |
| Vic Wild               | Férfi       | 1:25,51   | 9.        | Roland Fischnaller (ITA) · V +0,93 | kiesett                     | kiesett                             | kiesett                                                    | 10.      |
| Milena Bikova          | Női         | 1:33,09   | 9.        | Daniela Ulbing (AUT) · V +0,52     | kiesett                     | kiesett                             | kiesett                                                    | 10.      |
| Natalja Szoboleva      | Női         | 1:33,93   | 19.       | kiesett                            | kiesett                     | kiesett                             | kiesett                                                    | 19.      |
| Jekatyerina Tudegeseva | Női         | 1:33,42   | 14.       | Jörg (GER) · V +0,65               | kiesett                     | kiesett                             | kiesett                                                    | 14.      |
| Aljona Zavarzina       | Női         | 1:30,16   | 2.        | Glorija Kotnik (SLO) · Gy -0,03    | Julie Zogg (SUI) · Gy -1,88 | Selina Jörg (GER) · V nem ért célba | Bronzmérkőzés · Ramona Theresia Hofmeister (GER) · V +4,07 | 4.       |

Snowboard cross
| Versenyző         | Versenyszám | Selejtező | Selejtező | Selejtező | Selejtező | Selejtező     | Selejtező | Nyolcaddöntő | Negyeddöntő   | Elődöntő      | Döntő                  | Helyezés |
| Versenyző         | Versenyszám | 1. futam  | 1. futam  | 2. futam  | 2. futam  | Jobb eredmény | Kiemelés  | Nyolcaddöntő | Negyeddöntő   | Elődöntő      | Döntő                  | Helyezés |
| Versenyző         | Versenyszám | Idő       | Hely.     | Idő       | Hely.     | Jobb eredmény | Kiemelés  | Helyezés     | Helyezés      | Helyezés      | Helyezés               | Helyezés |
| ----------------- | ----------- | --------- | --------- | --------- | --------- | ------------- | --------- | ------------ | ------------- | ------------- | ---------------------- | -------- |
| Daniil Dilman     | Férfi       | 1:15,40   | 25.       | 1:16,11   | =8.       | 1:15,40       | 31.       | 4.           | kiesett       | kiesett       | kiesett                | 31.      |
| Nyikolaj Oljunyin | Férfi       | 1:13,78   | 4.        | kiemelt   | kiemelt   | 1:13,78       | 4.        | 1.           | 1.            | nem ért célba | Kisdöntő nem indult    | 11.      |
| Kristina Paul     | Női         | 1:21,93   | 19.       | 1:19,93   | 2.        | 1:19,93       | 14.       |              | 2.            | nem ért célba | Kisdöntő nem ért célba | 12.      |
| Mariya Vasiltsova | Női         | 1:20,57   | 12.       | kiemelt   | kiemelt   | 1:20,57       | 12.       |              | nem ért célba | kiesett       | kiesett                | 18.      |

## Szánkó
| Versenyző                                  | Versenyszám | 1. futam | 1. futam | 2. futam | 2. futam | 3. futam | 3. futam | 4. futam | 4. futam | Összesítés | Összesítés |
| Versenyző                                  | Versenyszám | Idő      | Hely.    | Idő      | Hely.    | Idő      | Hely.    | Idő      | Hely.    | Idő        | Helyezés   |
| ------------------------------------------ | ----------- | -------- | -------- | -------- | -------- | -------- | -------- | -------- | -------- | ---------- | ---------- |
| Szemjon Pavlicsenko                        | Férfi egyes | 48,337   | 24.      | 47,923   | 12.      | 47,716   | 8.       | 47,883   | 15.      | 3:11,859   | 14.        |
| Roman Repilov                              | Férfi egyes | 47,776   | 4.       | 47,740   | 3.       | 47,948   | 15.      | 47,644   | 5.       | 3:11,108   | 8.         |
| Sztyepan Fjodorov                          | Férfi egyes | 48,035   | 13.      | 47,936   | 13.      | 47,755   | 9.       | 47,882   | 14.      | 3:11,608   | 13.        |
| Vlagyiszlav Antonov Alekszandr Gyenyiszjev | Kettes      | 46,437   | 11.      | 46,344   | 11.      |          |          |          |          | 1:32,781   | 11.        |
| Andrej Bogdanov Andrei Medvedev            | Kettes      | 47,106   | 19.      | 46,402   | 12.      |          |          |          |          | 1:33,508   | 16.        |
| Jekatyerina Baturina                       | Női egyes   | 47,122   | 21.      | 46,700   | 16.      | 46,675   | 12.      | 47,122   | 17.      | 3:07,619   | 15.        |

| Versenyző                                                                     | Versenyszám  | 1. futam | 1. futam | 2. futam | 2. futam | 3. futam | 3. futam | Összesítés | Összesítés |
| Versenyző                                                                     | Versenyszám  | Idő      | Hely.    | Idő      | Hely.    | Idő      | Hely.    | Idő        | Helyezés   |
| ----------------------------------------------------------------------------- | ------------ | -------- | -------- | -------- | -------- | -------- | -------- | ---------- | ---------- |
| Jekatyerina Baturina Roman Repilov Vlagyiszlav Antonov Alekszandr Gyenyiszjev | Vegyes váltó | 47,523   | 9.       | 48,615   | 1.       | 49,211   | 7.       | 2:25,349   | 7.         |

## Szkeleton
| Versenyző              | Versenyszám | 1. futam | 1. futam | 2. futam | 2. futam | 3. futam | 3. futam | 4. futam | 4. futam | Összesítés | Összesítés |
| Versenyző              | Versenyszám | Idő      | Hely.    | Idő      | Hely.    | Idő      | Hely.    | Idő      | Hely.    | Idő        | Helyezés   |
| ---------------------- | ----------- | -------- | -------- | -------- | -------- | -------- | -------- | -------- | -------- | ---------- | ---------- |
| Nyikita Tregubov       | Férfi       | 50,59    | 2.       | 50,50    | 4.       | 50,53    | 5.       | 50,56    | 2.       | 3:22,18    |            |
| Vlagyiszlav Marcsenkov | Férfi       | 51,27    | 15.      | 51,49    | 20.      | 51,05    | 13.      | 51,37    | 15.      | 3:25,18    | 15.        |